# HBO
홈 박스 오피스(Home Box Office, HBO)는 미국의 유료 텔레비전 서비스로, 워너 브라더스 디스커버리 산하의 자회사인 홈 박스 오피스, Inc.의 대표 자산이다. 전체 홈 박스 오피스 사업부는 맨해튼의 30 허드슨 야드에 위치한 워너 브라더스 디스커버리 본사에 기반을 두고 있다. 이 서비스에서 제공되는 프로그램은 주로 극장 개봉 장편 영화와 오리지널 텔레비전 프로그램으로 구성되며, 케이블용 영화, 다큐멘터리, 가끔 코미디 및 콘서트 스페셜, 그리고 주기적인 간헐적 프로그램(단편 영화 및 메이킹필름 다큐멘터리로 구성)도 포함한다.
HBO는 미국에서 여전히 운영되고 있는 가장 오래된 유료 텔레비전 서비스이며, 동시에 미국 최초의 케이블 기반 텔레비전 콘텐츠 서비스이다(지역 마이크로파 전송 및 전국 통신 위성 전송 서비스 모두). HBO는 1972년 11월 8일 출시되면서 현대 유료 텔레비전을 개척했다. 개별 케이블 텔레비전 시스템에 직접 전송 및 배포되는 최초의 텔레비전 서비스였으며, "프리미엄 채널"의 개념적 청사진을 제공했다. 프리미엄 채널은 구독자에게 추가 월 요금을 받고 판매되며 전통적인 광고를 받지 않고 불쾌한 자료에 대한 편집 없이 프로그램을 제공한다. 1975년 9월에는 위성을 통해 전송을 시작한 세계 최초의 텔레비전 채널이 되어, 원래 북부 중부 대서양 주와 남부 뉴잉글랜드의 케이블 및 다채널 멀티포인트 분배 서비스(MDS) 제공업체에 제공되던 성장하는 지역 유료 서비스를 전국적인 텔레비전 서비스로 확장했다. 또한 자매 채널인 시네맥스와 함께 1991년 8월에 무료 멀티플렉스 채널을 제공한 미국 최초의 두 유료 텔레비전 서비스 중 하나였다.
이 서비스는 7개의 24시간 선형 멀티플렉스 채널과 전통적인 구독형 주문형 비디오 플랫폼(HBO 온디맨드)을 운영하며, 그 콘텐츠는 맥스(이전에는 HBO 맥스로 알려짐)의 핵심이다. 맥스는 홈 박스 오피스, Inc.와는 별도로 운영되지만 관리를 공유하는 확장 스트리밍 플랫폼으로, 서비스 전용으로 제작된 오리지널 프로그램과 다른 워너 브라더스 디스커버리 자산의 콘텐츠도 포함한다. 2024년 12월 4일부터 HBO의 대부분의 선형 피드(멀티플렉스 채널인 HBO 패밀리 및 HBO 라티노 제외)의 라이브 스트림은 성인 프로필을 가진 계정 전용인 광고 없는 및 궁극적인 광고 없는 등급의 미국 구독자에게 맥스 스트리밍 앱에서 접근 가능하다. 미국 동해안 또는 미국 서해안 HBO 채널 피드는 프라임 비디오 채널, 유튜브 프라임타임 채널, 더 로쿠 채널 및 가상 유료 텔레비전 제공업체인 훌루 및 유튜브 TV(둘 다 각 라이브 TV 등급과 독립적으로 HBO/맥스 애드온을 판매함)를 통해 판매되는 맥스의 단품 유료 텔레비전 애드온으로도 이용 가능하다.
2018년 September월 기준, HBO의 프로그램은 다채널 텔레비전 제공업체를 구독하는 약 3565만 6천 가구(이 중 최소 3493만 9천 가구는 HBO의 주요 채널을 시청)에 제공되어, 미국 프리미엄 채널 중 가장 많은 구독자를 확보했다. 미국 내 구독자 기반 외에도 HBO는 전 세계 최소 151개국에 프로그램 콘텐츠를 배포하며, 2018년 기준, 누적 구독자 수는 약 1억 4천만 명에 달한다.

## 역사
케이블 텔레비전 경영자 찰스 돌런은 자신의 회사인 스털링 정보 서비스를 통해 맨해튼 케이블 TV 서비스(1971년 1월 스털링 맨해튼 케이블 텔레비전으로 개명)를 설립했다. 이 회사는 1966년 9월 제한적인 서비스를 시작한 뉴욕시 어퍼맨해튼 지역(79번가의 어퍼 이스트 사이드에서 86번가의 어퍼 웨스트 사이드까지 확장되는 지역을 포함)을 서비스하는 케이블 시스템 프랜차이즈였다. 맨해튼 케이블은 미국에서 운영되는 최초의 도시 지하 케이블 텔레비전 시스템으로 유명했다.
외부 비용으로 인한 지속적인 재정적 손실로 인해 1971년 여름, 퀸 엘리자베스 2호에서 프랑스로 가족 휴가를 보내던 절박한 돌런은 스털링 맨해튼이 수익을 내도록 돕고 타임 라이프(당시 타임 Inc.의 도서 출판 부문)가 시스템에 대한 투자를 철회하는 것을 막기 위해 케이블 기반 텔레비전 채널 제안을 개발했다. "더 그린 채널"이라는 암호명이 붙은 이 개념적 구독 서비스는 주요 할리우드 영화 스튜디오에서 라이선스를 받은 미편집 극장 영화와 라이브 스포츠 이벤트를 제공하며, 이 모든 것은 광고 없이 잠재적 구독자에게 월정액으로 판매되었다. 1971년 11월 2일, 타임 Inc. 이사회는 "그린 채널" 제안을 승인하고 프로젝트 개발 보조금으로 15만 달러를 돌런에게 제공하기로 합의했다.
타임-라이프와 스털링 커뮤니케이션즈는 곧 새로운 서비스의 이름을 "스털링 케이블 네트워크"로 제안했다. 돌런과 그가 프로젝트 개발을 돕기 위해 고용한 경영진 간의 나중 회의에서 서비스 이름 변경에 대한 논의가 이루어졌고, 그들은 최종적으로 "Home Box Office"라고 부르기로 결정했다. 이는 잠재 고객들에게 이 서비스가 그들의 집에서 영화와 이벤트를 볼 수 있는 "티켓"이 될 것임을 전달하기 위함이었다.
홈 박스 오피스는 1972년 11월 8일 동부 표준시 오후 7시 30분에 출시되었으며, 처음에는 윌크스배리, 펜실베이니아의 텔레서비스 케이블(현재 서비스 일렉트릭 케이블 TV 및 통신) 구독자에게 제공되었다. HBO의 첫 프로그램이자 이벤트 중계는 매디슨 스퀘어 가든에서 열린 내셔널 하키 리그(NHL) 뉴욕 레인저스와 밴쿠버 커넉스 간의 경기였다. 이 경기는 그날 저녁 텔레서비스 시스템의 원래 할당 채널인 채널 21을 통해 윌크스배리의 초기 구독자 365명에게 전송되었다. 하키 경기가 끝난 직후 서비스에 방영된 첫 영화는 폴 뉴먼과 헨리 폰다가 출연한 1971년 영화 《스탬퍼가의 대결》이었다.

## 채널

### 배경
구독자 이탈을 줄이고 추가 프로그램 선택권을 제공하기 위해 1991년 5월 8일, 홈 박스 오피스 Inc.는 두 개의 HBO 및 시네맥스 추가 채널을 출시할 계획을 발표했다. 이로써 HBO와 시네맥스는 "멀티플렉스" 보조 채널을 출시한 최초의 구독 텔레비전 서비스가 되었다(당시 CEO인 마이클 퓨크스가 채널 등급 구독자에게 제공될 프로그래밍 선택권을 멀티스크린 영화관에서 제공되는 것과 동일시하기 위해 만든 용어). 각 채널은 하나 또는 두 네트워크 모두의 구독자에게 추가 요금 없이 제공되었다. (HBO가 1979년부터 1987년 사이에 출시한 세 개의 이전 프리미엄 서비스인 시네맥스와 현재는 없어진 Take 2 및 Festival은 HBO와 별도로 구매할 수 있고 선택적으로 묶음으로 판매될 수 있는 독립형 서비스로 개발되었다.) 1991년 8월 1일, 세 채널을 통한 시험 출시를 통해 오벌랜드파크, 캔자스, 러신, 위스콘신, 그리고 교외 댈러스(리처드슨 및 플레이노, 텍사스)의 텔레케이블 고객 중 어느 한 서비스를 구독하는 고객은 두 개의 추가 HBO 채널 또는 시네맥스의 보조 채널을 받기 시작했다. HBO2(나중에 HBO 플러스로 개명되었다가 원래 이름으로 돌아옴), HBO3(현재 HBO 시그니처), 그리고 시네맥스 2(현재 MoreMax)는 각각 HBO 및 시네맥스의 영화 및 오리지널 프로그램 라이브러리에서 가져온 프로그램들을 각자의 모채널에서 동시에 방영되는 프로그램들과는 별개의 일정으로 제공했다. (시네맥스는 원래 1991년 11월 1일에 세 번째 채널인 시네맥스 3를 출시할 예정이었지만, 이 계획은 1996년까지 보류되었다.) 대부분의 케이블 제공업체는 HBO 및 시네맥스 멀티플렉스 채널을 개별 등급으로 제공했지만, 일부 제공업체는 보조 또는 3차 채널을 확장 기본 구독자에게 선택적 추가 기능으로 판매했다. 이 관행은 2000년대 초 HBO와 시네맥스가 디지털 케이블로 전환하기 시작하면서 중단되었는데, 각 멀티플렉스 채널이 각 등급에 의무적으로 묶음으로 제공되었기 때문이다.
1996년 2월, 케이블 제공업체가 디지털 케이블 서비스를 제공할 수 있도록 MPEG-2 디지털 압축 코덱 채택이 예상되면서 홈 박스 오피스 Inc.는 12개 채널(시간대별 피드 포함)로 HBO 및 시네맥스의 멀티플렉스 서비스를 확장할 계획을 발표했으며, 여기에는 4번째 HBO 채널과 2개의 추가 시네맥스 채널이 포함되어 원래 1997년 봄 출시를 목표로 했다. HBO 멀티플렉스는 1996년 12월 1일에 네 번째 채널인 HBO 패밀리의 출시와 함께 확장되었으며, 이 채널은 어린이를 대상으로 한 가족용 장편 영화 및 텔레비전 시리즈에 중점을 두었다. (HBO 패밀리의 출시는 HBO, HBO2, 시네맥스 및 시네맥스 2의 산악 표준시 피드 출시와 동시에 이루어졌으며, 이는 해당 시간대를 특별히 서비스하기 위해 구독 텔레비전 서비스에서 제공된 최초의 하위 피드였다.)
홈 박스 오피스 Inc.는 1994년 9월부터 "멀티채널 HBO"라는 우산 브랜드로 HBO 채널 스위트 및 관련 해안 피드를 마케팅하기 시작했다. 이 패키지는 1998년 4월에 "HBO 더 워크스"로 리브랜딩되었으며, 이제는 4개의 HBO 멀티플렉스 채널(그리고 나중에 출시된 3개의 테마 채널에도 적용됨)로만 분류되었다. (시네맥스 등급은 각각 "멀티채널 시네맥스" 및 "멀티맥스"로 마케팅되었다.) "더 워크스" 패키지 브랜드 채택과 동시에 두 채널의 이름과 형식이 변경되었다. HBO2는 HBO 플러스로 리브랜딩되었고, HBO3는 HBO 시그니처로 다시 출시되어 여성 시청자를 대상으로 한 콘텐츠, 더 넓은 시청자를 대상으로 한 극장 영화, 그리고 HBO의 오리지널 케이블용 영화 및 다큐멘터리 라이브러리 콘텐츠를 통합했다. (HBO 플러스는 2002년 9월에 "HBO2" 명칭으로 돌아갔다. 2019년에 "HBO+"로 수정된 "HBO 플러스" 브랜드는 여전히 HBO 라틴 아메리카의 멀티플렉스 채널에서 주로 모피드에서 이전에 방영된 극장 영화를 특징으로 하며 사용된다. HBO 라틴 아메리카는 또한 두 서비스의 공유 미국 동명 채널과 "HBO2"라는 이름을 공유하는 별도의 채널을 운영한다.)
1999년 5월 6일, HBO 멀티플렉스는 두 개의 새로운 테마 채널을 포함하도록 확장되었다. HBO 코미디는 코미디 영화, HBO의 오리지널 프로그램 라이브러리에서 가져온 코미디 시리즈, 그리고 최근 및 보관된 HBO 코미디 스페셜을 특징으로 했다. HBO 존은 18세에서 34세 사이의 젊은 성인을 대상으로 극장 영화, 코미디 및 대안 시리즈, HBO의 오리지널 프로그램 라이브러리에서 가져온 다큐멘터리, 그리고 뮤직 비디오를 제공했다. HBO 멀티플렉스 확장의 마지막 부분은 2000년 11월 1일에 출시된 스페인어 네트워크인 HBO 라티노였으며, 이 채널은 주요 HBO 채널의 동시 더빙 방송과 독점적인 스페인어 원본 프로그램을 혼합하여 제공했다.

### HBO 채널 목록
서비스 제공업체에 따라 HBO는 최대 7개의 24시간 멀티플렉스 채널을 제공한다. 이 모든 채널은 표준 해상도와 고해상도로 동시 송출되며, 시간대 기반 지역 피드로 제공된다. 또한 구독형 주문형 비디오 서비스(HBO 온디맨드)도 제공한다. 각 채널은 한 달에 한 번씩 다양한 심야/이른 아침 시간대(보통 오전 6시(동부/태평양 시간)에 정해진 방송일이 시작되기 전)에 30분에서 최대 2시간까지의 방송 중단 기간이 발생한다.
HBO는 주요 및 멀티플렉스 채널의 동부 및 태평양 표준시 시간대 피드를 전송한다. 각 채널의 해당 해안 피드는 일반적으로 함께 묶여 제공되어, 특정 영화나 프로그램의 두 지리적 위치 간 현지 방영 시간 차이가 최대 3시간이다. 반대 지역 피드(예: 동부 및 중부 시간대의 태평양 시간 피드, 태평양, 산악 및 알래스카 시간대의 동부 시간 피드)는 시간 이동 채널로 작동하여, 시청자가 원래 현지 방영 시간에 놓친 특정 프로그램을 초기 방영 후 3시간 뒤에 시청하거나, 해당 주요 해안 피드의 현지 방영 시간보다 최대 4시간 일찍 프로그램을 시청할 수 있도록 한다. (대부분의 케이블, 위성 및 IPTV 제공업체, 그리고 아마존 프라임 비디오 및 로쿠 OTT 채널은 메인 HBO 채널의 동부 및 서부 해안 피드만 제공한다. 일부 기존 텔레비전 제공업체는 특정 지역에서 HBO2의 해안 피드를 포함할 수 있지만, 나머지 5개 멀티플렉스 채널의 해안 피드는 다이렉TV, 유튜브 TV 및 훌루 라이브 TV 서비스 구독자에게만 제한적으로 제공된다.)
HBO는 하와이-알류샨 표준시를 위한 별도의 피드를 유지한다. 이는 하와이 시청자를 위한 시간 이동 피드를 제공하는 유일한 미국 케이블 기반 텔레비전 네트워크로, 오세아닉 스펙트럼(이전에는 타임 워너 소유 시 자매 회사였음) 구독자를 위해 주요 채널의 태평양 시간 피드의 3시간 지연 버전을 운영하며, 나머지 6개의 HBO 멀티플렉스 채널은 태평양 시간 피드를 전송한다. (하와이의 다른 주요 케이블 제공업체인 하와이안 텔레콤은 7개 채널 모두의 태평양 표준시 피드를 제공한다.)
| 채널         | 설명 및 프로그램 |
| ------------ | --- |
| HBO          | HBO는 플래그십 채널로, 최신 및 블록버스터 장편 영화, 오리지널 시리즈, 케이블용 영화, 스포츠 관련 매거진 및 다큐멘터리 시리즈, 코미디 및 가끔 콘서트 스페셜, 그리고 다큐멘터리를 방영한다. (채널의 오리지널 시리즈의 새로운 에피소드는 주로 일요일과 월요일 저녁, 그리고 늦은 프라임 타임과 늦은 시간대에 금요일에 방영된다.) 또한 특정 토요일 밤(보통 동부 표준시 오후 8시)에 "HBO 영화 프리미어"로 마케팅되는 최근 극장 개봉작 또는 새로운 HBO 오리지널 영화의 시사회를 방영한다. 주요 HBO 채널은 주로 오후 5시 이후(또는 가끔 동부 및 태평양 시간 오후 2시 30분 일찍)에 R등급 영화를 방영하고, 오후 1시(동부/태평양 시간) 이후에는 TV-MA 등급 프로그램을 방영한다(주로 낮 시간대 방영을 위해 폭력적인 장면을 제한하도록 편집되며, 메인 채널에서만 밤에 방영되는 원본에 포함된 성적 콘텐츠 및 노출은 제외됨). |
| HBO2         | HBO의 보조 채널인 HBO2는 극장 및 오리지널 케이블용 영화(메인 HBO 채널이 보통 오전, 이른 오후 및 중반 오후에 방영이 제한되는 R등급 영화의 낮 시간대 방영 포함), 시리즈 및 스페셜, 그리고 같은 주에 재방송되는 최신 영화, 그리고 주요 HBO 채널에서 처음 방영된 오리지널 시리즈의 최근 에피소드 및 가끔 전체 시즌 "따라잡기" 마라톤을 별도의 일정으로 제공한다. 1991년 8월 1일에 출시된 HBO2는 원래 메인 HBO 채널의 당시 현행 방송 모습의 채널별 버전을 사용했다. 1993년에는 홍보 브레이크 동안 프레뷰 채널에서 당시 사용된 시각적 모습과 유사한 간결한 "프로그램 그리드" 레이아웃으로 대체되었다(이후 HBO 3 [현재 HBO 시그니처], 시네맥스 2 [현재 MoreMax], 시네맥스 3 [현재 ActionMax]에도 적용됨). 이 채널은 1998년 10월 1일에 HBO 플러스로 리브랜딩되었으며, 동시에 주요 채널과는 다른 방송 모습을 채택했다. 2002년 9월 "HBO2" 브랜드로 되돌아온 이후, 이 채널은 메인 HBO 채널의 방송 아이덴티티를 약간씩 변형하여 사용해왔다. |
| HBO 코미디   | 1999년 5월 6일에 출시된 HBO 코미디는 코미디 영화뿐만 아니라 HBO의 오리지널 코미디 시리즈 및 스탠드업 스페셜의 재방송을 특징으로 한다. 이 채널은 낮 시간대에도 R등급 영화를 방영하지만, 성인 코미디 스페셜은 밤에만 방영한다. |
| HBO 패밀리   | 1996년 12월 1일에 출시된 HBO 패밀리는 어린이를 대상으로 한 영화 및 시리즈뿐만 아니라 더 넓은 가족 시청자를 위한 장편 영화를 특징으로 한다. 2세에서 11세 연령층을 대상으로 한 어린이 시리즈의 블록, "HBO 키즈(2001년 8월부터 2016년 1월까지 "잼"으로 알려짐)"는 TV-Y 및 TV-Y7 등급 프로그램으로 구성되어 주중 오전 6시부터 (대략) 오전 8시까지 제공되었다. 영화 및 가족 지향적인 오리지널 스페셜은 채널의 일일 일정의 나머지 부분을 차지한다. HBO 패밀리에서 방영되는 영화는 G, PG, 또는 PG-13 등급(또는 동등한 TV-G, TV-PG, 또는 TV-14)으로 제한되며, 따라서 R, NC-17, 또는 TV-MA 등급 프로그램 콘텐츠를 방영하지 않는 유일한 HBO 채널이다. 원래 HBO의 가족 지향 프로그램의 보조 서비스로 의도되었던 HBO 패밀리는 2001년에 HBO가 주요 채널에서 이러한 프로그램을 중단하면서 어린이 프로그램(이전에는 주요 채널에서 매일 아침 블록으로 방영됨) 및 가족 지향 스페셜(이전에는 HBO에서 늦은 오후 또는 이른 저녁 시간대에 방영됨)에 대한 독점권을 가졌다. 워너미디어가 HBO 맥스로 제작 계약을 전환하면서 2020년 7월에 2017년에 주요 채널에 추가된 세서미 워크숍 제작 시리즈의 토요일 아침 블록이 중단된 이후, HBO는 현재 주요 채널에서 어린이 프로그램을 제공하지 않는다. 2025년 6월 11일, 스펙트럼을 통해 HBO 패밀리와 3개의 시네맥스 자매 네트워크가 8월 15일에 프로그램 송출을 중단하고 더 이상 이용할 수 없게 될 것이라고 발표되었다. 한편, 라틴 아메리카 및 아시아 피드는 계속 유지될 가능성이 있다. |
| HBO 라티노   | 2000년 11월 1일(원래 그 해 9월 18일 데뷔 예정이었지만)에 출시된 HBO 라티노는 히스패닉 및 라틴 아메리카계 시청자를 위한 프로그램을 제공하며, HBO 오리지널 제작물, HBO 라틴 아메리카에서 가져온 스페인어 및 포르투갈어 시리즈, 미국 극장 개봉작의 더빙 버전, 국내외 스페인어 영화 등이 포함된다. 독점적인 오리지널 및 인수 프로그램, 그리고 프로그램 간 별도의 홍보 광고를 제외하면 HBO 라티노는 주로 주요 HBO 채널의 스페인어 동시 방송 역할을 한다. (다른 모든 HBO 멀티플렉스 채널은 두 번째 오디오 프로그램 피드를 통해 대부분의 프로그램에 대한 대체 스페인어 오디오 트랙을 제공한다.) HBO 라티노는 1989년에 출시된 HBO en Español(원래 Selecciones en Español de HBO y Cinemax로 명명됨)의 간접적인 후속 채널이다. |
| HBO 시그니처 | HBO 시그니처는 고품질 영화, HBO 오리지널 시리즈 및 스페셜을 특징으로 한다. 1991년 8월 1일에 출시된 이 채널은 원래 1998년 9월 30일까지 "HBO 3"로 알려졌으며, HBO 및 HBO2와 유사한 일반화된 형식을 유지했다. 다음 날(10월 1일) HBO 시그니처로 리브랜딩되었으며, 프로그램 초점은 여성 시청자를 대상으로 한 영화, 시리즈 및 스페셜, 그리고 HBO 제작물을 재방송하는 것으로 바뀌었다. |
| HBO 존       | 1999년 5월 6일에 출시된 HBO 존은 18세에서 34세 사이의 젊은 성인을 대상으로 한 영화 및 HBO 오리지널 프로그램을 방영한다. 홈 박스 오피스, Inc.가 2018년에 자매 네트워크 시네맥스의 맥스 애프터 다크 성인 프로그램 블록 및 모든 관련 프로그램을 다른 텔레비전 및 스트리밍 플랫폼에서 제거할 때까지, HBO 존은 일일 프로그램 일정에 따라 심야 시간대에 시네맥스 블록을 위해 획득한 소프트코어 포르노그래피 영화를 방영하기도 했다. 따라서 정규 일정에 성인 지향 포르노 영화를 방영한 유일한 HBO 채널이다. |

### 현재 자매 채널

#### 시네맥스

시네맥스 로고

시네맥스는 워너 브라더스 디스커버리 산하의 홈 박스 오피스, Inc. 자회사 소유의 미국 유료 텔레비전 네트워크이다. 원래 HBO의 보조 서비스로 개발된 이 채널의 프로그램은 최신 및 일부 오래된 극장 개봉 장편 영화, 오리지널 활극 시리즈, 다큐멘터리, 그리고 비하인드 더 씬 특선 영상으로 구성된다. 시네맥스와 HBO는 별도의 프리미엄 서비스로 운영되지만, 해당 채널 등급은 많은 다채널 텔레비전 제공업체에서 매우 자주 통합 패키지로 판매된다. 그러나 고객은 HBO 및 시네맥스의 해당 채널 패키지를 개별적으로 구독할 수 있다.
1980년 8월 1일, HBO는 시네맥스를 출시했다. 시네맥스는 HBO의 보조 영화 기반 프리미엄 채널로, 두 기존 영화 중심 프리미엄 채널과 직접 경쟁하기 위해 만들어졌다. 당시 워너-아멕스 새틀라이트 엔터테인먼트(당시 워너 브라더스 디스커버리 전신인 워너 커뮤니케이션스의 일부 소유) 소유의 작고 독립적인 유료 영화 서비스였던 더 무비 채널과 G 및 PG 등급 영화에 중점을 둔 현재는 없어진 그룹 W 새틀라이트 커뮤니케이션스 소유의 서비스였던 홈 시어터 네트워크(HTN)가 경쟁 상대였다. 시네맥스는 초기 몇 년 동안 성공을 거두었는데, 이는 1950년대부터 1970년대까지의 고전 영화 출시작에 의존했기 때문이다. 당시에는 제한된 헤드엔드 채널 용량으로 인해 케이블 구독자들이 최대 36개 채널(이 중 절반은 지역 및 시장 외 방송국, 그리고 공공 접근 채널을 위해 예약됨)만 수신할 수 있었기 때문이다. 대부분의 경우, 케이블 사업자들은 시네맥스와 HBO를 단일 프리미엄 묶음으로 판매하는 경향이 있었으며, 일반적으로 두 채널을 모두 구독하기로 결정한 고객에게 할인을 제공했다. 시네맥스는 HBO와 달리 출시 때부터 24시간 일정을 유지했으며, 연중무휴로 전송하는 최초의 유료 케이블 서비스 중 하나였다.
초기부터 시네맥스는 영화 외에도 프로그램 다양화를 시도했다. 1984년부터 음악 스페셜과 일부 제한적인 오리지널 프로그램(SCTV 채널 및 맥스 헤드룸)을 채널 일정에 포함시켰다. 이 무렵, 시네맥스는 또한 다양한 심야 시간대(보통 동부 및 태평양 시간 오후 11시 30분 이전에는 방영되지 않음)에 소프트코어 포르노그래피 영화 및 시리즈(강한 성적 내용 및 노출 포함)를 방영하기 시작했다. 원래 "프라이데이 애프터 다크"라는 이름으로 방영되던 이 프로그램 블록(2008년에는 기존의 야간 블록 확장 반영을 위해 "맥스 애프터 다크"로 개명됨)은 구독자들 사이에서 그리고 대중문화에서 채널과 강하게 연관되었다. 2011년에 채널은 주류 영화와 오리지널 프로그램으로 초점을 전환하기 위해 성인 프로그램 제공을 점차 축소하기 시작했으며, 2018년에는 홈 박스 오피스, Inc. 플랫폼 전반에 걸쳐 장르에서 더 넓은 철수의 일환으로 "맥스 애프터 다크" 콘텐츠를 선형 및 주문형 플랫폼에서 제거했다. 주류 프로그램 측면에서 시네맥스는 2010년대 초에 오리지널 액션 시리즈를 처음 선보였다. 2011년 8월 스트라이크 백이 처음 방영되었으며(이후 채널의 가장 오래 방영된 오리지널 프로그램이 됨). 워너미디어가 HBO 맥스 스트리밍 서비스로 프로그램 자원을 재할당한 결과, 시네맥스는 2021년 초 마지막 남아있던 액션 시리즈가 종료된 후 스크립트 프로그램을 제거하여 채널을 영화 전용 프리미엄 서비스로 원래 구조로 되돌렸다.
선형 시네맥스 멀티플렉스 서비스는 2021년 기준, 주요 피드와 7개의 테마 채널로 구성된다. MoreMax(1991년 4월 Cinemax 2로 출시되었고, HBO2 출시와 연계됨); ActionMax(원래 1995년 Cinemax 3으로 출시됨); ThrillerMax(1998년 출시됨); MovieMax(원래 2001년 5월 여성 지향 WMax로 출시됨); Cinemáx(원래 2001년 젊은 성인 지향 @Max로 출시된 스페인어 동시 방송 피드), 5StarMax(2001년 5월 출시됨) 및 OuterMax(2001년 5월 출시됨).

### 이전 자매 채널
- Take 2(비공식적으로 "HBO Take 2"로 불림)는 홈 박스 오피스, Inc.(당시 타임 Inc.의 타임-라이프 사업부 자회사) 소유의 미국 프리미엄 케이블 텔레비전 네트워크로, 1979년 4월부터 1981년 1월까지 운영되었다. 가족 시청자를 대상으로 마케팅되었고 기업 HBO 법인의 보조 유료 서비스에 대한 첫 시도였던 이 채널의 프로그램은 최근 및 오래된 극장 개봉 영화로 구성되었다. Take 2는 HBO가 가족 지향 유료 서비스를 유지하려는 세 가지 노력 중 첫 번째였으며, 유사한 형식의 단명한 미니 유료 서비스 페스티벌(1986년 출시)과 현재의 멀티플렉스 채널 HBO 패밀리(1996년 출시)보다 앞섰다. 1978년 9월 21일, 홈 박스 오피스 Inc.는 가족 지향 보조 "미니 유료" 프리미엄 서비스(케이블 사업자에게 저렴한 유료 추가 기능으로 마케팅되는 채널로, 종종 공동 소유 또는 경쟁 프리미엄 서비스와 함께 판매됨)를 출시할 것이라고 발표했으며, 이 채널은 HBO에 임대된 네 번째 Satcom I 트랜스폰더를 통해 전송될 예정이었다.[52] 원래 1월 1일경 출시될 예정이었던 Take 2는 1979년 4월 1일에 출시되었다. HBO의 계열 케이블 제공업체의 요청에 따라 추가 유료 텔레비전 제공에 대한 소비자 수요를 충족시키기 위해 개발된 Take 2는 가족 시청자를 대상으로 설계되었으며, HBO의 이후 가족 프로그램 서비스(페스티벌 및 HBO 패밀리)와 마찬가지로 R등급 영화를 제외하도록 극장 콘텐츠를 구성했다. 이 서비스의 형식은 비용과 일부 프로그램의 잠재적으로 불쾌한 콘텐츠 때문에 HBO 구독에 망설이는 잠재 고객을 대상으로 했다.[52] 이 네트워크는 일정 전반에 걸쳐 다양한 시간에 방영되는 뚜렷한 쇼케이스 블록을 유지했다: "이주의 영화"(네트워크 첫 극장 영화의 주간 프라임 타임 상영), "센터 스테이지"(주요 연예인 출연 영화 및 스페셜), "패밀리 시어터"(가족 시청을 위한 G등급 영화 쇼케이스), "여권"(인기 엔터테인먼트부터 문화 행사까지 다양한 프로그램을 특징으로 하는 앤솔로지 블록), "메리-고-라운드"(어린이 영화, 스페셜, 단편 영화 쇼케이스). Take 2에서 방영되는 G 및 PG 등급 영화는 보통 HBO에서 초기 방영 후 최소 60일 후에 서비스에서 처음 방영되었다.[53][52] 구독자 성장 둔화와 HBO의 점점 더 넓은 케이블 유통망을 활용하여 지원 가능한 배급을 확보하는 데 어려움이 생겨 Take 2는 1981년 1월 31일에 문을 닫았다.[53] 폐쇄 당시 HBO는 이미 1980년 8월에 출시된 보조 저가 "맥시 유료" 서비스인 시네맥스를 성장시키는 데 자원을 투자하고 있었으며, 시네맥스는 초기 4년 동안 Take 2가 짧은 기간 동안 경험했던 것보다 훨씬 더 큰 성공을 거두었다. 시네맥스는 최신 및 오래된 영화(미편집, 상업광고 없는 "할리우드 황금기" 영화 방송 포함)를 혼합하여 제공했다. (시네맥스는 많은 케이블 시스템에서 Take 2를 HBO의 추가 기능으로 대체했다.)페스티벌 로고
- 페스티벌은 1986년부터 1988년까지 운영되었던 홈 박스 오피스, Inc.(당시 타임 Inc.의 자회사) 소유의 미국 프리미엄 케이블 텔레비전 네트워크였다. 이 채널의 프로그램은 최근 및 오래된 극장 개봉 영화의 미편집 및 재편집 버전과 가족 시청자를 대상으로 하는 모체 HBO 채널에서 가져온 오리지널 음악, 코미디, 자연 스페셜로 구성되었다. 1986년 4월 1일, HBO는 당시 자매 회사였던 아메리칸 텔레비전 및 통신사 소유의 6개 케이블 시스템에서 페스티벌을 시험 마케팅하기 시작했다.[54][55][56][57] 이 채널은 다른 프리미엄 서비스의 폭력 및 성적인 내용이 포함된 프로그램에 반대하는 노년층, 아직 케이블 서비스를 이용하지 않는 텔레비전 시청자, 그리고 프리미엄 서비스를 구독하지 않는 기본 케이블 구독자를 대상으로 했으며, 고전 및 최신 히트 영화, 다큐멘터리, HBO의 오리지널 스탠드업 코미디, 콘서트, 자연 및 아이스 스케이팅 스페셜에 중점을 두었다. 프리미엄 서비스로서는 주목할 만하게도 페스티벌은 PG 등급에 맞게 재편집된 R등급 영화를 방영했다.[58][59] 페스티벌은 1988년 12월 31일에 운영을 중단했다. 홈 박스 오피스, Inc.는 대부분의 케이블 회사 헤드엔드의 채널 용량 제한으로 인해 배급을 확장할 수 없었기 때문에 채널 폐쇄를 결정했다고 밝혔다. 폐쇄 당시 페스티벌은 약 3만 명의 구독자를 보유했으며, HBO의 1590만 명 구독자에 훨씬 못 미쳤고, 당시 운영 중인 8개 미국 프리미엄 케이블 서비스 중 구독자 수에서 가장 낮은 순위를 기록했다.[60][55][61][62][63]
- Selecciones en Español de HBO y Cinemax(1993년 9월 HBO en Español로 개명)는 홈 박스 오피스, Inc.(당시 타임 워너의 자회사) 소유의 미국 스페인어 프리미엄 케이블 텔레비전 서비스로, 1989년부터 2000년까지 운영되었다. 이 서비스의 프로그램은 최근 및 오래된 극장 개봉 영화의 스페인어 더빙 버전과 히스패닉 및 라틴 시청자를 대상으로 하는 일부 HBO 오리지널 및 이벤트 프로그램으로 구성되었다. 이 서비스는 2000년 11월에 HBO en Español을 대체한 HBO 라티노의 전신이다. 1989년 1월 2일, Selecciones en Español de HBO y Cinemax("HBO와 시네맥스의 스페인어 선택")라는 스페인어 오디오 피드가 출시되었다. 이 피드는 케이블 시스템 제휴사에 따라 보조 두 번째 오디오 프로그램 채널(내장 및 외부 다채널 오디오 디코더를 통해 접근 가능) 또는 FM 라디오를 통한 오디오 동시 방송을 통해 전송되었다. 이 서비스는 처음에 히스패닉 및 라틴계 인구가 많은 시장의 20개 케이블 시스템에서 출시되었으며, 스페인어 원어민 및 제1언어 스페인어 사용자를 대상으로 했다.[64][65][60] 처음에는 HBO와 시네맥스의 영화 배급사의 최신 장편 영화 개봉작의 스페인어 더빙 버전을 제공했다. 그해 봄까지 Selecciones의 제공 범위는 HBO의 라이브 복싱 경기(갈라비전과 같은 네트워크에서 스페인어로만 독점 방송되는 특정 이벤트 제외)의 스페인어 오디오 동시 방송을 포함하도록 확장되었다. Selecciones en Español de HBO y Cinemax는 1993년 9월 27일에 HBO en Español과 Cinemax en Español이라는 두 개의 전용 채널 피드로 대체되었으며, 이는 스페인어 원작 영화(주로 멕시코, 아르헨티나 및 스페인에서 제작)와 HBO의 비스포츠 이벤트 오리지널 프로그램의 스페인어 더빙이 추가된 파트타임 동시 방송 피드 역할을 효과적으로 수행했다. 이 서비스는 출시 후 몇 주 만에 다양한 미국 시장의 추가 35개 케이블 시스템으로 확장되면서 제공업체의 관심을 빠르게 얻었다.[60][66][67][68]

### 기타 서비스

#### HBO HD
HBO HD (원래 1999년 3월부터 2006년 4월까지는 HBO HDTV라고 불렸다)는 1080i 해상도 형식으로 방송되는 HBO의 고화질 동시 전송 피드이다. HBO는 주 채널과 6개의 멀티플렉스 채널 모두에 대한 고화질 동시 전송 피드를 유지한다. HBO HD는 차터 커뮤니케이션즈(이전 HBO 자매 회사인 타임 워너 케이블이 소유했던 시스템 포함); 컴캐스트 Xfinity(2016년에 1080i로 전송되는 HBO, 시네맥스 및 기타 케이블 채널을 720p60으로 다운컨버팅하기 시작함); 콕스 커뮤니케이션즈 및 옵티멈; 다이렉TV; AT&T U-verse; 그리고 버라이즌 FiOS를 포함한 모든 주요 케이블 텔레비전 제공업체에서 이용 가능하다. 2008년 HBO 멀티플렉스 피드의 HD 동시 전송 출시부터 2010년대 중반까지, HBO HD를 제공하는 대부분의 유료 텔레비전 제공업체는 일반적으로 주 채널만 고화질로 제공했으며, 멀티플렉스 채널의 HD 제공은 시장에 따라 다양했다. 2020년 기준, 대부분의 제공업체는 7개의 HBO 멀티플렉스 채널 모두를 HD로 전송하며, 이는 SD 할당과 분리된 전용 HD 채널 등급으로 또는 하이브리드 SD/HD 피드로 제공된다.
홈 박스 오피스, Inc.는 1997년 6월 12일 고해상도 동시 전송 피드 출시 계획을 발표했으며, 1998년 여름 전자제품 제조업체가 HD 지원 텔레비전 세트의 초기 라인업을 판매하기 시작할 때부터 텔레비전 제공업체에 출시할 초기 계획을 세웠다. HBO는 1999년 3월 6일 고해상도 동시 전송 피드를 전송하기 시작했으며, 이는 해당 형식으로 프로그램을 동시 전송하기 시작한 최초의 미국 케이블 텔레비전 네트워크가 되었다. 존재 초기의 23개월 동안 HD 피드는 네트워크 프로그램 공급업체(처음에는 사용 가능한 장편 영화 출력의 약 45%를 차지했으며, 2001년 초까지 약 60%로 확장됨) 및 HBO 자체 오리지널 영화만 해당 형식으로 전송했는데, 이는 해당 영화의 기존 와이드스크린 프린트가 이미 16:9 와이드스크린 가로세로비로 확장 가능했으며 HD 해상도로 쉽게 업컨버팅될 수 있었기 때문이다.
2001년 1월 14일, 소프라노스 시즌 2의 13주간의 일요일 "앙코르" 방영을 리마스터링된 1080i HD로 시작하면서 오리지널 프로그램이 HD로 제공되기 시작했다. (HBO는 1996년부터 오리지널 시리즈 제작자들에게 HD 리마스터링을 위해 와이드스크린으로 에피소드를 촬영하도록 요구했으며, 이는 나중에 4:3 텔레비전 화면을 위해 표준 해상도 피드로 다운컨버팅되었다.) 갱스터 드라마의 시즌 3 프리미어인 "Mr. Ruggerio's Neighborhood"는 3월 4일에 처음 방영된 HBO 시리즈의 첫 에피소드로서 고화질로 전송되었으며, 이후 모든 에피소드는 HBO에 독점적으로 HD 비디오테이프로 전달되었다(표준 해상도 메인 피드를 위해 다운컨버팅됨). 당시 네트워크의 기술 운영 수석 부사장이었던 밥 지터는 2001년 1월 멀티채널 뉴스에 HBO가 고화질 텔레비전 세트의 지속 가능한 소비자 보급과 소매 시장에서 HDTV 장비의 광범위한 접근성이 확보될 때까지 오리지널 시리즈를 고화질로 제공하는 것을 지연하기로 결정했다고 밝혔다. 스포츠 중계는 2004년 9월 25일 로이 존스 주니어와 글렌 존슨이 헤드라인을 장식한 HBO 월드 챔피언십 복싱 경기를 통해 HD로 업그레이드되었다. HD 프로그램은 돌비 디지털 5.1로도 방송될 수 있다. 네트워크는 2008년 9월 1일 6개의 멀티플렉스 채널을 고해상도로 전송하기 시작했으며, 다이렉TV가 HBO2, HBO 패밀리, HBO 시그니처, HBO 라티노의 HD 동시 전송 피드를 제공하기 시작했다.

#### HBO 온디맨드
HBO 온디맨드는 HBO의 보조 구독형 주문형 비디오(SVOD) 서비스로, 선형 텔레비전 서비스 구독자에게 추가 비용 없이 제공되며, 구독자는 채널에 접속하기 위해 유료 텔레비전 제공업체에 프리미엄 요금을 지불한다. 네트워크의 VOD 콘텐츠는 다이렉TV 스트림, 유튜브 TV 및 훌루를 포함한 일부 가상 MVPD 서비스와 HBO의 전용 로쿠 비디오 채널을 통해서도 이용 가능하다. HBO 온디맨드는 HBO의 배급 파트너로부터의 극장 개봉 영화와 네트워크에서 이전에 방영된 오리지널 프로그램(주간 시리즈, 다큐멘터리, 스포츠 매거진 및 다큐멘터리 프로그램, 그리고 콘서트 및 스탠드업 코미디 스페셜 포함)을 제공한다. 이 서비스의 회전식 프로그램 선택은 선형 피드에서 데뷔한 후 플랫폼에 추가되는 최신 영화 타이틀과 에피소드뿐만 아니라 라이브러리 콘텐츠(네트워크의 과거 및 현재 오리지널 프로그램의 전체 시즌 포함)를 통합한다.
미국 프리미엄 서비스에서 제공되는 최초의 SVOD 서비스인 HBO 온디맨드는 2001년 7월 1일, 당시 자매 회사였던 타임 워너 케이블의 컬럼비아, 사우스캐롤라이나 시스템에서 출시되었다. 이 서비스는 HBO 구독자가 원하는 프로그램을 선택하여 시청할 수 있도록 개발되었으며, 이를 통해 시청자가 원하는 프로그램을 찾지 못하는 빈도를 줄이고 해당 문제로 인한 서비스 취소를 제한했다. 2011년 1월 3일, HBO는 3D로 VOD 콘텐츠를 제공하는 최초의 유료 텔레비전 네트워크가 되었다. 처음에는 타임 워너 케이블, 컴캐스트, 버라이즌 FiOS와 계약한 선형 HBO 구독자에게 제공되었으며, 3D 콘텐츠는 해당 형식으로 이용 가능한 극장 개봉 영화로 구성되었다.
영국에서는 2015년에 국내판 HBO 온디맨드가 IPTV 제공업체인 톡톡 TV 구독자에게 출시되었으며, 이 제공업체는 HBO의 프로그램을 YouView 셋톱 박스를 통해 독립형 VOD 구독 방식으로 제공한다.

#### HBO 고
HBO 고는 HBO 선형 텔레비전 서비스의 광대역 구독자를 위한 국제 TV 에브리웨어 스트리밍 서비스였다.
대부분의 운영 체제에서 이용 가능한 HBO 고 콘텐츠에는 극장 개봉 영화(네트워크의 최신 스튜디오 개봉작에 대한 유료 텔레비전 계약 기간과 영화 배급사와의 라이브러리 콘텐츠 계약에서 가져옴)와 HBO 오리지널 프로그램(스크립트 시리즈, 케이블용 영화, 코미디 스페셜, 다큐멘터리, 스포츠 다큐멘터리 및 매거진 프로그램 포함)이 포함되었다. HBO 고는 보조 서비스인 HBO 나우 및 HBO 맥스와 함께 7개 선형 HBO 채널의 라이브 동시 방송을 제공하지 않았다. (HBO와 시네맥스는 독점 스트리밍 VOD 플랫폼에 라이브 네트워크 피드를 포함하지 않는 유일한 미국 프리미엄 텔레비전 서비스이다.)
원래 2008년 1월에 그린베이 및 밀워키, 위스콘신에 있는 타임 워너 케이블의 선형 HBO 구독자를 대상으로 출시된 HBO 온 브로드밴드 서비스의 프로토타입을 기반으로, HBO 고는 2010년 2월 18일 전국적으로 출시되었으며, 처음에는 기존 HBO 구독자 중 버라이즌 FiOS와 계약한 고객에게 제공되었다. 처음에는 표준 또는 고화질로 스트리밍 가능한 1,000시간 분량의 프로그램 콘텐츠를 제공했으며, 이 주문형 스트리밍 서비스는 선형 HBO 텔레비전 서비스의 기존 구독자에게만 독점적으로 마케팅되는 TV 에브리웨어 플랫폼으로 구상되었다. (HBO 고 웹사이트 및 로쿠, 애플 TV와 같은 스트리밍 장치 및 일부 비디오 게임 콘솔용 앱을 포함한 모바일 앱은 서비스 콘텐츠에 접근하기 위해 참여 텔레비전 제공업체의 선형 HBO 구독에 대한 비밀번호가 필요했다.)
2020년 6월 12일, 워너미디어는 HBO 고의 모바일 및 디지털 미디어 플레이어 앱이 7월 31일 미국에서 중단될 것이라고 발표했다. 이는 대부분의 전통 및 가상 MVPD가 HBO 맥스에 대한 배급 계약을 체결했기 때문이다. 아직 HBO 맥스 계약을 체결하지 않은 제공업체(주로 알티스 USA 브랜드, 미디어컴, 소규모 케이블 제공업체, 그리고 코로나19 범유행 기간 동안 자격 증명을 HBO 맥스로 계약적으로 이전할 직원이 없었던 폐쇄회로 대학 텔레비전 시스템)는 고객이 HBO 고에 계속 접속할 수 있도록 허용하지만, 주로 HBO 고 데스크톱 웹사이트를 통해서만 가능하다. "HBO 고"라는 명칭은 2024년 11월 19일에 맥스로 직접 리브랜딩될 때까지 일부 아시아 시장에서 HBO의 스트리밍 플랫폼 브랜드로 계속 사용되었다.

#### HBO 나우

2015년 4월 7일부터 2020년 7월 31일까지 사용된 이전 HBO 나우 로고.

HBO 나우(2020년 8월부터 12월까지 공식적으로 HBO로 명명됨)는 HBO의 오리지널 프로그램 라이브러리와 극장 영화에 대한 온디맨드 접속을 제공하는 OTT 서비스였으며, 선형 HBO 서비스에 대한 유료 텔레비전 구독과 독립적으로 코드 커터를 대상으로 하는 독립형 플랫폼으로 대부분의 운영 체제에서 이용 가능했다.
2014년 10월 15일, HBO는 2015년에 OTT 구독 스트리밍 서비스를 출시할 계획을 발표했다. 이 서비스는 콘텐츠에 접속하기 위해 기존 텔레비전 구독이 필요하지 않은 독립형 서비스로 배포될 예정이었다.
HBO 나우는 2015년 3월 9일에 공개되었고, 2015년 4월 7일에 출시되었다. 이 서비스는 정식 출시 후 3개월간 애플, Inc.의 애플 TV 및 iOS 기기에서 독점적으로 제공되었고, 이후 다른 참여 인터넷 서비스 제공자를 통해 구독할 수 있게 되었다. 월 15달러에 이용 가능했던 HBO 나우는 콘텐츠와 기능 면에서 이전 HBO 고와 동일했다. HBO 시리즈의 새 에피소드는 초기 방영일에 스트리밍이 가능했으며, 일반적으로 메인 선형 HBO 채널의 원래 방영 시간에 업로드되었다. 2019년 2월까지 HBO 나우 구독자 수는 800만 명을 넘어섰다. 2020년 6월 12일, 워너미디어는 HBO 나우가 8월 1일부로 HBO로만 리브랜딩될 것이라고 발표했다. HBO 맥스 출시 이후, HBO 스트리밍 서비스는 로쿠 고객을 위한 네트워크의 기본 OTT 플랫폼으로 사용되었는데, 워너미디어가 아직 로쿠 플랫폼에서 HBO 맥스를 배포하는 계약을 체결하지 않았기 때문이다. 2020년 11월에 해당 플랫폼에서 HBO 맥스로 대체될 때까지, 이는 아마존 파이어 및 파이어 TV 고객을 위한 기본 HBO OTT 서비스 역할도 했다. 다음 날부터 로쿠 기기에서 HBO 맥스를 제공하는 워너미디어와의 계약에 따라, HBO 스트리밍 서비스는 2020년 12월 17일에 중단되었다.

#### HBO 맥스

HBO 맥스 로고

HBO 맥스는 워너 브라더스 디스커버리 글로벌 스트리밍 및 인터랙티브 엔터테인먼트가 운영하는 OTT 구독 스트리밍 서비스로, 주로 HBO의 프로그램과 다른 워너 브라더스 디스커버리 자산을 중심으로 구축되었다.

## 프로그래밍
HBO의 현재 프로그램 일정은 주로 극장 개봉 장편 영화와 성인 지향 오리지널 시리즈로 구성된다(예: November 2023년 기준, 유포리아, 인더스트리, 길디드 에이지, 하우스 오브 드래곤, 더 라스트 오브 어스, 트루 디텍티브와 같은 드라마; 커브 유어 엔수지애즘 및 더 라이쳐스 젬스톤스와 같은 코미디; 존 올리버와 함께하는 지난주 오늘밤 및 빌 마허의 리얼 타임과 같은 시사 풍자). 또한 HBO는 다큐멘터리 영화(주로 자체 제작 부서인 HBO 다큐멘터리 영화를 통해 제작), 스포츠 중심 다큐멘터리 및 매거진 시리즈(HBO 스포츠 제작 부서를 통해 제작), 가끔 오리지널 TV용 영화, 가끔 오리지널 콘서트 및 스탠드업 코미디 스페셜, 그리고 주로 극장 영화(초기 극장 또는 HBO/시네맥스 방송 기간에 방영되는 영화)를 중심으로 한 짧은 비하인드 스토리 스페셜을 방영한다. 대부분의 HBO 오리지널 프로그램의 새로운 에피소드는 보통 동부 및 태평양 시간 오후 9시 이후에 메인 채널에서 방영된다. 요일에 따른 프로그램 일정에 따라 오리지널 시리즈, 케이블용 영화 및 다큐멘터리(보통 폭력적이거나 성적인 콘텐츠가 포함된 프로그램 제외)의 재방송은 낮 시간대에 메인 채널에서, 그리고 HBO의 테마 채널에서 다양한 시간에 방영된다. 4개의 테마 멀티플렉스 채널—HBO 시그니처, HBO 패밀리, HBO 코미디, HBO 존—은 또한 1990년대부터의 보관된 HBO 오리지널 시리즈 및 스페셜을 각각 방영한다. (가족 지향 시리즈 및 스페셜을 정기적으로 방영하는 HBO 패밀리를 제외하고, 오래된 오리지널 프로그램의 방영은 채널의 일일 일정에 따라 달라질 수 있다.)
1974년 오후 시간대로 프로그램 확장을 시작하면서, 주요 HBO 채널은 오랫동안 분수령 정책을 시행하여 "R" 등급 영화의 오후 8시(동부/태평양 시간) 이전 방송을 금지했다. (다양한 시점에서 HBO는 X-/NC-17 등급 및 외국 예술 영화 상영도 금지했다.) 이 정책은 1981년 9월 HBO가 주말에 24시간 프로그램을 제공하기 시작하면서 오전 6시부터 오후 8시(동부/태평양 시간) 사이에 방영되는 영화에도 적용되었으며, 2000년대 중반 이전 HBO의 아날로그 케이블 등급에서의 가용성(멀티플렉스 채널은 일반적으로 디지털 케이블 구독 또는 최소한의 스크램블링이 필요함)에서 비롯되었을 수 있다. 1980년대 초부터 경쟁 프리미엄 서비스에서 R등급 영화의 낮 시간대 방영을 둘러싼 논란이 시작되었음에도 불구하고, V칩이 새로운 텔레비전 세트에 표준으로 장착된 후에도 이 정책은 계속 유지되었다. 1979년 4월부터 1987년 3월까지, HBO의 R등급 영화 방송에 앞서 나오는 등급 범퍼에는 영화가 지정된 분수령 기간("Home Box Office/HBO will show this feature only at night")에만 방영될 것임을 나타내는 특별 면책 조항이 포함되었다. 분수령 정책은 1997년 1월 1일 TV 시청 가이드가 업계 전반에 걸쳐 시행되면서 TV-MA 등급 프로그램으로 확대되었지만, HBO는 이미 성인 콘텐츠를 포함하여 현재 TV-MA 등급에 해당하는 오리지널 프로그램을 분수령 기간 외에는 방영하지 않고 있었다.
2025년 기준, HBO는 더 이상 분수령 정책을 사용하지 않으며, R등급 영화가 메인 채널의 특정 오전 및 오후 시간대에 방영될 수 있도록 허용한다. 이 정책은 2010년 1월부터 완화되기 시작했으며, 메인 HBO 채널은 강한 욕설 또는 비폭력적 폭력으로 TV-MA 등급을 받은 오리지널 시리즈, 영화 및 다큐멘터리를 토요일 및 일요일 낮 시간대에 방영하기 시작했다. 2012년 1월에는 HBO가 주간 영화 프리미어의 일요일 낮 재방송에서 R등급 영화를 가끔 방영하기 시작했다(전날 밤의 예정된 프리미어 영화, 해당 영화의 길이, 그리고 재방송 뒤에 이어지는 HBO 오리지널 시리즈의 일요일 밤 블록에 따라 동부/태평양 시간 오후 4시 일찍 방영될 수도 있음). 2017년까지 오후 R등급 영화 방영(그 이후로 가끔 동부/태평양 시간 오후 2시 일찍 방영되기도 함)은 네트워크의 재량에 따라 주중 아무 날이나 오후 시간대에 허용되었다. 6개의 HBO 테마 멀티플렉스 채널 중 대부분(채널의 대상 시청자와 형식에 따라 두 등급 모두의 프로그램이 금지되는 HBO 패밀리 제외)은 오전 및 오후 시간대에 TV-MA 및 R등급 프로그램을 방영한다. HBO는 또한 대부분의 NC-17 등급 영화를 주 채널 또는 멀티플렉스 채널에서 방영하는 것을 일반적으로 허용하지 않는다.
HBO는 1973년에 무료 미리보기 개념(현재 유료 텔레비전 산업에서 표준적인 홍보 도구)을 개척했는데, 이는 참여 텔레비전 제공업체가 서비스 잠재 구독자에게 HBO 프로그램을 샘플링할 수 있도록 하는 마케팅 전략이었다. 케이블 제공업체는 스크램블되지 않은 HBO 콘텐츠를 단일 저녁 또는 1981년 네트워크 수준(일부 제공업체에서는 1978년 일찍부터)부터 이틀 주말(나중에 1997년에는 3일로, 2008년에는 금요일부터 월요일까지의 "4일 주말" 형식으로 연장됨) 동안 지역 방송 채널을 통해 제공할 수 있었지만, 위성 및 디지털 케이블 제공업체는 대신 미리보기 기간 동안 각 HBO 피드에 해당하는 채널의 암호를 해독하기로 선택했다.
2002년까지는 노옴 크로스비, 그레그 키니어, 신바드, 엘런 드제너러스 등 유명 방송 진행자가 서비스와 다가올 프로그램을 잠재 구독자에게 홍보하는 중간 광고가 미리보기 주말 동안 프로그램 간에 방영되었다. 자체 제작되거나 제3자 제작자가 만든 중간 광고는 일부 제공업체에 의해 현지 또는 지역 시청자를 위해 HBO 피드 위에 삽입되기도 했다. 1988년 9월부터 1994년 9월까지 네트워크는 미리보기 이벤트 매일 밤 15분짜리 홍보 "무료 미리보기 쇼"를 방영했다. 이 쇼는 보통 주요 프라임 타임 영화 후에 방영되었으며, 잠재 및 기존 구독자를 위해 다가올 HBO 프로그램을 미리 보여주었다. HBO는 매년 3~5개의 미리보기 이벤트를 유료 텔레비전 제공업체에 제공하며, 이는 보통 새로운 또는 복귀하는 오리지널 시리즈의 첫 방영이나 과거에 유명했던 스페셜 또는 장편 영화와 일치하도록 예정된다. (무료 미리보기 이벤트를 제공하기로 선택한 참여 제공업체의 총수는 해당 미리보기 기간에 따라 달라지며, 참여 다중 시스템 케이블 사업자는 서비스를 제공하는 특정 지역에서만 이벤트를 진행하기로 선택할 수 있다.)
HBO는 또한 영화 배급권을 가진 영화 스튜디오(거의 보편적으로 HBO 및 시네맥스와 독점 유료 텔레비전 계약을 맺은 스튜디오이며, 영화의 유료 케이블 배급 기간 동안 HBO에서 재방송됨)와 협력하여 새로운 영화를 홍보하는 짧은 세그먼트를 제작하며, 이는 주로 다가오는/최근 극장 개봉작에 대한 중간 "비하인드 스토리" 및 인터뷰 세그먼트 또는 레드 카펫 취재로 구성된다. 현재 이러한 세그먼트는 1992년에 데뷔했으며 고정된 방영 일정이 없는 15~20분 길이의 다큐멘터리 스타일 중간 스페셜인 HBO 퍼스트 룩 시리즈로 방영된다. (2010년부터 "메이킹 오브" 스페셜은 HBO가 공식적으로 퍼스트 룩 이름을 더 이상 사용하지 않으며, 프로그램 편성 식별을 위한 배너로만 식별된다.) 네트워크는 이전에 더 긴 프로그램 간 홍보 휴식 시간에 방영되는 3~5분 길이의 특집 세그먼트인 HBO 뉴스(1988–2011; 1988년부터 2007년까지 HBO 엔터테인먼트 뉴스로 불림) 및 HBO 비하인드 더 씬(1982–1992)을 제작했다. 이 중간 광고들, 특히 퍼스트 룩 에피소드로 방영된 것들은 종종 프로필된 영화의 DVD 및 블루레이 출시의 보너스 기능으로 포함되었다. 2011년부터 HBO는 홍보 휴식 시간 동안 "비하인드 스토리" 중간 광고를 더 이상 방영하지 않으며, 네트워크가 더 유명한 오리지널 프로그램에 집중하고 스튜디오가 자체 제작 "메이킹 오브" 특집 영상을 독점적인 물리 및 디지털 미디어 출시로 제한하면서 퍼스트 룩의 방영을 연간 몇 에피소드로 줄였다.
네트워크 초기에는 HBO가 프로그램 사이에 다른 중간 광고를 방영했다. 원래 Something Short and Special로 불렸던 InterMissions(1978년 9월부터 중간 광고라고 불리기 시작)는 1980년경 두 가지 그룹으로 나뉘었다: 비디오 주크박스는 다양한 아티스트의 뮤직 비디오를 보여주는 쇼케이스였고(결국 다른 중간 단편 영화와 분리되어 비디오 주크박스 또는 그 변형으로 명명된 다양한 장편 스핀오프를 가짐), Special은 단편 영화를 보여주는 쇼케이스였다. 1984년경에는 짧은 세그먼트가 주로 코미디 단편 영화(원래 HBO Comedy Shorts로, 나중에는 HBO Short Takes로 불렸고, 다양한 애니메이션 인트로를 사용함)와 주로 가족 지향 프로그램 전후에 방영되는 청소년 대상 실사 및 애니메이션 단편 영화(HBO Shorts for Kids로 불림)로 제한되었다. 중간 광고 단편 영화는 1988년경 채널에서 거의 사라졌다. 2014년부터 HBO는 매주 심야 및 이른 아침 시간대에 주요 및 일부 멀티플렉스 채널에서 15분에서 25분 길이의 단편 영화를 가끔 방영하며, HBO의 다양한 스트리밍 및 텔레비전 VOD 플랫폼(HBO 맥스의 전용 포털 포함)을 통해 주문형으로도 이용 가능하다.

### 오리지널 프로그램
HBO는 케이블 텔레비전 네트워크를 위한 오리지널 엔터테인먼트 프로그램을 혁신했다. 여기에는 텔레비전 시리즈(드라마 및 코미디), 텔레비전 영화 또는 엔터테인먼트 스페셜이 해당 채널을 위해 개발되고 주로, 또는 독점적으로 제작되는 것이 포함된다. 1973년 이래로 네트워크는 극장 영화와 함께 다양한 오리지널 프로그램을 제작했다. 이 프로그램들 대부분은 성인 시청자를 대상으로 하며(제한된 예외를 제외하고는 일반적으로 TV-MA 등급이 부여됨), 종종 기본 케이블 또는 지상파 방송 채널이 스폰서의 반대와 해당 스폰서가 광고를 철회하거나 판매를 거부할 위험 때문에 방영을 꺼리는 높은 수준의 욕설, 폭력, 성적 주제 또는 노출(콘텐츠는 프로그램에 따라 다름)을 특징으로 한다. (아이러니하게도, 2000년대 초부터 FX 및 코미디 센트럴과 같은 광고 지원 기본 케이블 채널은 HBO 및 기타 프리미엄 서비스에서 방영되는 오리지널 프로그램의 콘텐츠와 유사하게 더 강한 욕설, 다소 만연한 폭력 및 성적 주제, 그리고 가끔 노출을 오리지널 프로그램에 포함시켰으며, 광고주 문제는 비교적 제한적이었다.)
주로 광고주의 선호도에 얽매이지 않기 때문에, HBO는 오랫동안 연예계에서 프로그램 제작자들이 프로젝트에 대한 완전한 창의적 자율성을 유지하도록 허용하는 것으로 평가받았다. 이는 기본 케이블 채널과 스트리밍 서비스가 HBO 및 다른 유료 케이블 서비스에서 설정한 모델을 따르기로 결정하기 전에는 다른 텔레비전 플랫폼에서는 보통 볼 수 없었던 거친 주제를 묘사할 수 있도록 했다. 2015년 4월 워싱턴 포스트와 조지 워싱턴 대학교가 개최한 "경영진 회의" 심포지엄(HBO 나우 스트리밍 서비스 출시 직후)에서 당시 HBO CEO 리처드 플레플러는 네트워크가 사용자들이 TV 프로그램과 영화 콘텐츠를 "정주행"하는 넷플릭스와 같아지는 것을 원치 않는다고 말했다. 그는 "첫 주에 모든 것이 삼켜지는 것은 HBO나 우리 브랜드에 좋은 일이 아니었을 것"이라며, "관객이 장기간 동안 미스터리를 유지하는 것이 매우 흥미로웠다고 생각한다"고 덧붙였다. 플레플러는 정주행이 HBO 및 HBO 시청자의 문화와는 맞지 않는다고 생각한다고 언급했다.
그러나 일부 오리지널 프로그램은 가족이나 어린이를 대상으로 했다. 주로 2001년 이전에 제작된 프로그램(오리지널 프로그램 부서와 미국 및 해외의 제3자 제작사를 통해)과 2016년부터 2020년까지(세서미 워크숍과의 계약에 따라) 제작된 프로그램이 이에 해당한다. HBO에서 방영된 어린이 프로그램으로는 세서미 스트리트, 프래글 록, 행복한 에버 애프터: 모든 어린이를 위한 동화, 작은 호기심, 크래시박스, 바바르, HBO 스토리북 뮤지컬, 라이프스토리: 위기의 가족들, 디어 아메리카, 꼬마 룰루 쇼 등이 있으며, 오즈의 마법사, 하얀 송곳니의 전설, 셰익스피어: 애니메이션 이야기, 애니메이션 영웅 고전, 시골 쥐와 도시 쥐의 모험과 같은 인수 작품도 포함된다. 2001년부터 대부분의 가족 또는 어린이 지향 프로그램은 HBO 패밀리로 이동했으며, 이후 주 채널 또는 HBO 패밀리를 위한 새로운 가족 지향 시리즈는 소량만 제작되었다. (HBO 패밀리는 2003년까지 제한적인 오리지널 어린이 프로그램 목록을 유지했다.)
HBO는 2015년 8월에 발표된 세서미 워크숍과의 5년 프로그램 및 개발 계약을 통해 세서미 스트리트의 첫 방송 및 스트리밍 권한을 획득하면서 어린이 프로그램 제작에 다시 뛰어들었다. 세서미 스트리트는 프로그램의 오랜 방송사인 PBS(및 그 아침 블록)에서 대부분의 기간 동안 방영되었던 장수 어린이 텔레비전 시리즈였다. 쇼를 PBS에 어떤 형태로든 유지하려는 의도로 체결되었음에도 불구하고, 비영리 제작사는 공공 및 민간 기부금 감소, PBS 회원 방송국이 지불하는 배급 수수료, 상품 판매 라이선스로 인한 삭감 때문에 이 계약을 체결했다. 이 계약을 통해 HBO는 세서미 스트리트의 첫 방송 텔레비전 권한을 획득했으며, 2016년 1월에 시작된 46번째 시즌부터 에피소드를 PBS에 배급했다(PBS 회원 방송국에는 9개월간의 독점 기간 후 무료로 배포됨). 세서미 워크숍은 또한 채널을 위한 오리지널 어린이 프로그램 콘텐츠를 제작했으며, HBO 고 및 HBO 나우를 위한 회사 프로그램 라이브러리의 독점 스트리밍 권한도 획득했다(이 권한은 아마존 비디오, 넷플릭스 및 세서미 워크숍 자체 구독 스트리밍 서비스인 세서미 고로부터 인수했으며, 후자는 독립형 서비스로서 운영을 중단할 예정이었다). 2020년 5월 HBO 맥스가 데뷔하면서, 2019년 10월 스튜디오와 워너미디어 간에 합의된 계약 갱신 조건에 따라 세서미 스트리트 및 기타 세서미 워크숍 콘텐츠는 그해 말 선형 텔레비전 서비스에서 스트리밍 기반 HBO 맥스로 이동할 예정이었다. 2025년 5월, 워너 브라더스 디스커버리가 시리즈를 폐기한 후, 넷플릭스가 세서미 스트리트의 권한을 획득했다고 발표되었다.

### 영화 라이브러리
평균적으로 영화는 HBO와 HBO2에서 일일 일정 중 14~18시간(HBO2는 HBO 오리지널 시리즈의 연장된 "따라잡기" 마라톤이 예정된 경우 12시간으로 줄어들 수 있음)을 차지하며, 5개의 테마 멀티플렉스 채널에서는 채널 형식에 따라 하루에 최대 20시간을 차지한다.
1992년 6월 6일부터 HBO는 매주 토요일 동부/태평양 시간 오후 8시에 최신 극장 개봉작 및 오리지널 케이블용 영화의 유료 텔레비전 시사회를 제공했다. (복싱 중계 또는 콘서트와 같은 영화를 따른 이벤트는 드물게 이전 영화 시작 시간에 차이를 발생시켰다. 라이브 이벤트가 예정된 경우, 2018년 12월 HBO의 복싱 중계 중단 이전에는 태평양 시간대 피드에서 이벤트 후에 프리미어 영화가 방영되었다.) 1996년 6월부터 2006년 9월까지 이 시사회는 매년 52주 내내 "매주 토요일 밤 새로운 영화 [개봉]"을 약속한다는 의미로 "새터데이 나이트 개런티"로 마케팅되었다. (HBO는 1994년 1월부터 토요일 시사회 밤 프로모션에서 이러한 "개런티"를 강조했다.) 토요일을 주요 시사회 밤으로 정하기 전에는 HBO의 프라임 타임 영화 시사회는 전통적인 네트워크 텔레비전 시즌 동안 방송 경쟁에 따라 토요일, 일요일, 수요일 사이에 다양하게 편성되었다. 첫 극장 영화는 영화의 초기 극장 개봉이 끝난 후 평균 10개월에서 1년 후에, 그리고 DVD 또는 디지털 VOD 다운로드 출시 후 6개월 이내에 데뷔한다. 코로나19 범유행 관련하여 배급 파트너의 최신 극장 개봉작 연기로 인해 HBO는 2020년 9월 예정된 극장 시사회 빈도를 줄였다. 그 이후로 토요일 오후 8시 시간대는 오리지널 스페셜 및 다큐멘터리(매월 최소 한 번 예정)의 시사회와, 2020년 12월 말부터 월별 시사회 일정의 빈 주간 동안 라이브러리 콘텐츠 계약에 따라 배급되는 오래된 히트 영화(주로 1979년에서 2015년 사이에 출시된 영화) 방영으로 채워졌다.
2025년 3월 현재, HBO와 자매 채널 시네맥스(및 관련 스트리밍 플랫폼)는 다음 스튜디오 및 그 관련 자회사로부터의 첫 개봉 및 라이브러리 영화 콘텐츠에 대한 독점 라이선스 계약을 유지하고 있다.
- 워너 브라더스 픽처스 그룹(1987년 1월부터);[114]
  - 자회사: 뉴 라인 시네마(2005년 1월부터),[115] 워너 애니메이션 그룹(2014년 1월부터), DC 스튜디오(2017년 5월부터), 캐슬 록 엔터테인먼트(2003년 1월부터);
  - 라이브러리 콘텐츠: 워너 인디펜던트 픽처스(2003~2008년 개봉작)
- A24(2024년 1월부터);[116]
  - 라이브러리 콘텐츠: (2012년 이후 개봉작, 2022년 8월부터)[117]

HBO는 또한 파라마운트 픽처스(2013년 이전에 출시된 영화에 대한 미라맥스, 캐롤코 픽처스, MTV 필름스, 니켈로디언 영화, 리퍼블릭 픽처스 등의 자회사 또는 인수된 라이브러리 파트너의 콘텐츠 포함), 유니버설 픽처스(2022년 이전에 출시된 영화에 대한 유니버설 애니메이션 스튜디오, 드림웍스 애니메이션, 워킹 타이틀 필름스, 일루미네이션, 포커스 피처스 등의 자회사 또는 인수된 라이브러리 파트너의 콘텐츠 포함), 서밋 엔터테인먼트(2023년 이전에 출시된 영화), 월트 디즈니 스튜디오스 모션 픽처스(월트 디즈니 픽처스, 20세기 스튜디오 및 서치라이트 픽처스(픽사와 공동 제작한 영화 제외), 그리고 이전 자회사인 터치스톤 픽처스 및 할리우드 픽처스의 콘텐츠 포함, 이 모든 영화는 2023년 이전에 출시됨), 소니 픽처스 엔터테인먼트(컬럼비아 픽처스, 소니 픽처스 클래식스, ELP 커뮤니케이션즈, 모건 크릭 엔터테인먼트, 스크린 젬스, 레볼루션 스튜디오, 그리고 이전 HBO 자매 회사인 트라이스타 픽처스의 콘텐츠 포함), 그리고 아마존 MGM 스튜디오(메트로 골드윈 메이어, 오리온 영화사, 유나이티드 아티스츠, 그리고 이전 자회사인 캐넌 그룹, Inc. 및 사무엘 골드윈 컴퍼니의 콘텐츠 포함)에서 배급하는 극장 영화에 대한 보조 계약(이전에 방송 또는 신디케이트 텔레비전 방영을 받은 영화의 텔레비전 및 스트리밍 라이선스 포함)도 유지하고 있다.
HBO는 또한 자매 제작 부서인 HBO 필름스를 통해 케이블용 텔레비전 영화를 제작하는데, 이는 1983년 HBO 프리미어 필름스 설립으로 거슬러 올라간다. 원래 다른 텔레비전 영화보다 더 높은 예산과 제작 가치를 가진 오리지널 텔레비전 영화 및 미니시리즈를 제작하기 위해 개발된 이 영화 부서의 첫 오리지널 영화 프로젝트는 1983년 전기 영화 《테리 폭스 스토리》였다. 다른 케이블용 영화와 달리, HBO의 오리지널 영화 대부분은 제임스 스튜어트, 마이클 더글러스, 드루 배리모어, 스탠리 투치, 할리 베리, 엘리자베스 테일러와 같은 주요 영화 배우들이 감독했다. 1985년에 HBO 픽처스로 개명된 이 부서는 텔레비전 영화 목록을 넘어 확장되었으며, 1984년에는 독립 영화 제작에 집중하기 위해 축소되었다. 현재의 HBO 필름스 부서는 HBO 픽처스와 HBO NYC 프로덕션(1986년 HBO 쇼케이스로 설립되었으며, 1996년 6월 구조 조정 이후 가끔 네트워크를 위한 드라마 시리즈도 제작함)의 통합을 통해 1999년 10월에 설립되었다. 1984년부터 HBO 필름스는 HBO와(나중에는 시네맥스까지 확대됨) 영화 부서와 공동 소유된 1989년 타임-워너 합병 이후 워너 브라더스 엔터테인먼트를 통해 배급되는 영화 제작물에 대한 독점 라이선스 계약을 유지하고 있다.
HBO가 전통적인 방송 및 스트리밍 권한을 보유한 영화는 라이선스 계약 기간 동안 시네맥스 텔레비전 및 스트리밍 플랫폼에서도 상영된다(영화가 HBO 방영 기간을 완료한 후 또는 계약 기간 중 특정 월에 서비스 간에 전환될 때). 두 서비스 모두에 걸친 공동 라이선스 계약을 유지하는 위에서 언급된 스튜디오의 장편 영화는 일반적으로 시네맥스에서 첫 방영되기 약 2~3개월 전에 HBO에서 프리미엄 텔레비전 데뷔를 한다.

#### 배경
HBO와 워너 브라더스의 관계는 1986년 6월에 체결된 5년 배급 계약으로 시작되었으며, 1987년 1월부터 1992년 12월 사이에 개봉된 영화를 포함했다. 초기 유료 케이블 권리의 예상 비용은 워너 영화의 전반적인 성과와 HBO/시네맥스의 각 구독자 수에 따라 3억 달러에서 6억 달러 사이였다. 워너 계약은 처음에는 비독점적이었지만(공동 소유 경쟁사인 쇼타임과 더 무비 채널(남은 워너 타이틀을 인수하지 않기로 선택)이 영화 권리에 대한 완전한 독점권을 추구할 경우에 대비한 선제적 전략), 이 조건은 워너가 계약 잔여 기간 동안 매년 6천만 달러(연간 보장된 6천 5백만 달러 수수료 외에)를 받고 HBO에게 해당 타이틀의 독점권을 획득하도록 요구할 수 있는 옵션을 부여했다. 1989년 타임-워너 합병의 결과로, HBO와 시네맥스는 공동 소유 기간 동안 모든 새로운 워너 브라더스 영화에 대한 유료 케이블 독점권을 보유한다.
HBO와 HBO 맥스는 2022년 7월 18일 A24와 유료 텔레비전 및 스트리밍 권리 계약을 체결했다(A24는 2017년부터 코미디 스페셜 제러드 카마이클: 8을 시작으로 HBO와 협력하여 일부 오리지널 시리즈 및 스페셜을 제작). 이 계약은 독립 스튜디오의 2013-2021년 개봉작에 대한 라이브러리 권리를 부여했다. 2023년 12월 6일, 워너 브라더스 디스커버리 소유의 두 플랫폼과의 라이브러리 콘텐츠 계약을 확장하는 더 큰 계약의 일환으로 A24는 극장 개봉 후 HBO 및 맥스에서 영화를 배급하기 위한 다년간의 아웃풋 계약을 체결했다고 발표했다. 이 계약은 2019년부터 쇼타임과 A24가 유지했던 '페이-원' 독점 계약을 계승했으며, 이 계약은 2023년 말에 종료되었다.

#### 이전의 첫 방영 계약
미국 최초로 전국 서비스에 돌입한 유료 케이블 서비스인 HBO는 오랫동안 주요 스튜디오 및 독립 스튜디오로부터 영화 라이선스 권리를 획득하는 데 유리했다. 1980년대 초 쇼타임, 더 무비 채널 및 기타 프리미엄 채널이 HBO와의 경쟁을 위해 영화 콘텐츠를 강화하기 시작할 때까지 HBO의 유료 케이블 시장 지배력은 많은 영화 회사들로부터 네트워크가 유료 케이블 산업에서 독점적 지위를 가지고 있으며 영화 인수 협상에서 불균형한 이점을 가진다는 불만을 야기했다. 프리미엄 케이블 초창기에는 주요 미국 영화 스튜디오들이 개별 극장 영화 타이틀의 유료 텔레비전 권리를 여러 "맥시-유료" 및 "미니-유료" 서비스(종종 HBO 및 이후 시네맥스 포함)에 판매하여 경쟁 서비스 간에 동일 월 편성 중복이 자주 발생했다. 지역 서비스로 시작한 HBO는 영화의 방송 권리를 타이틀별로 구매했다. 네트워크는 영화 제작이 시작되기 전에 개봉 스튜디오로부터 영화의 유료 케이블 권리를 구매하는 "선구매"라는 유료 텔레비전 산업 관행을 개척했는데, 이는 영화 제작 비용의 일정 부분을 지불하기로 합의하는 대가로 이루어졌다. 이를 통해 HBO는 영화 아웃풋 계약에 대한 독점권을 유지하고 영화 인수 비용을 절감할 수 있었다. 1976년 6월, 컬럼비아 픽처스와 4년간의 독점 계약을 체결하여 1977년 1월부터 1981년 1월 사이에 개봉된 20편의 영화 패키지를 확보했으며, 그 대가로 당시 모회사인 타임, Inc.는 12개월에서 18개월 동안 컬럼비아에 5백만 달러의 제작 자금 투자를 약속했다.
처음에는 HBO 경영진이 그러한 계약을 체결하는 것을 꺼려했지만, 1980년대 중반에는 채널이 독점 영화 아웃풋 계약(현재 북미 프리미엄 채널의 표준)으로 전환했다. 이는 영화 스튜디오가 향후 제작물의 전체 또는 일부를 다년 계약을 통해 파트너 서비스에 라이선스하는 방식이다. 1983년, HBO는 트라이스타 픽처스(타임, Inc./HBO, 컬럼비아, CBS Inc.의 공동 제작 합작 투자로 설립), 컬럼비아 픽처스(스튜디오의 1986년 6월 이전 개봉작의 50%를 처음 포함하고 추가 컬럼비아 타이틀 구매에 대한 비경쟁 옵션을 포함하는 독점 기반 계약 연장) 및 오리온 영화사(재정적 참여와 1천만 달러의 증권 투자 대가로 30편의 영화 패키지 포함; 이 계약은 오리온이 전년도에 필름웨이스를 인수한 것과 간접적으로 관련이 있었으며, HBO는 이 스튜디오 영화의 유료 텔레비전 권리를 구매했다)와 관련된 세 가지 독점 라이선스 계약을 체결했다. 이 세 가지 계약은 그해 6월 미국 법무부의 트라이스타 합작 투자 승인 검토에 따라 모두 승인되었다. (트라이스타 계약은 1988년 1월에 비독점 계약으로 변경되었지만, 쇼타임은 HBO의 영화 권리 임차인으로부터 타이틀을 획득하지 않기로 선택했다.) 1994년 1월 독점 계약이 쇼타임으로 이전된 후, 1995년 7월 HBO는 스튜디오와 5년 계약을 선제적으로 체결하여 2000년 1월에 발효되었으며, 이는 기존 컬럼비아 픽처스와의 계약을 5년 연장하는 것과 연계되었다. (컬럼비아와 트라이스타의 각 HBO와의 아웃풋 계약은 2004년 12월 31일에 종료되었으며, 소니 픽처스가 영화에 대한 독점 유료 케이블 권리를 스타즈로 이전했다. 스타즈는 2020년 May월 기준, 2021년 12월까지 두 스튜디오의 모든 최신 개봉작을 방송할 권리를 보유하며, 이후 2022년 1월에는 2021년 4월에 체결된 5년 계약에 따라 넷플릭스가 소니의 새로운 영화에 대한 유료 텔레비전 권리를 인수한다. 이는 HBO가 계약 협상 중 컬럼비아의 요청을 거부했기 때문이며, 컬럼비아는 계약 기간 동안 극장 영화를 스트리밍 비디오로 실험적으로 배포할 수 있도록 요청했다.)
1983년 2월, HBO는 실버 스크린 파트너스(HBO, 실버 스크린 매니지먼트, 쏜 EMI, 캐넌 그룹, Inc.의 합작 투자였던 현재는 없어진 회사)와 계약을 체결했는데, 이 계약에 따라 HBO는 영화 선택에 대한 우선매수청구권을 가졌고, 스튜디오 영화의 비유료 케이블 배급에서 발생하는 모든 수익의 5%를 받았다. 실버 스크린 계약은 1998년 스튜디오가 운영을 중단하면서 종료되었다. 1984년 초, HBO는 구독자들이 출시 기간 동안 유료 케이블 배급에 앞서 VHS 가용성으로 인해 프리미엄 채널이 최근 출시된 영화의 전체 목록에 대한 권리를 확보하여 프로그램을 차별화하려는 노력에 무관심하다는 내부 조사를 인용하며 독점 관행을 포기했다. 이러한 변화는 당시 HBO 회장이었던 프랭크 비온디가 해고된 후 발생했는데, 이는 유료 케이블 서비스 구독자 수가 감소하면서 "선구매 및 독점 영화 계약으로 네트워크를 과도하게 확장했다"는 이유 때문이었다. 비온디의 후임인 마이클 J. 퓨크스는 HBO가 케이블용 영화, 기타 오리지널 프로그램, 극장 합작 투자(트라이스타 및 실버 스크린 파트너스를 통해)의 공동 제작에 더 많은 자금을 투자할 수 있도록 일부 후속 계약을 비독점적으로 구성했다. 1986년 7월, 네트워크는 뉴 월드 픽처스와 3년 아웃풋 계약을 체결했으며, HBO는 쇼타임이 가져가지 않은 최대 75편의 뉴 월드 영화를 받게 되었고, 이 계약을 위해 5천만 달러가 들었다. 1986년 8월 8일, HBO는 로리마-텔레픽처스와 1989년까지 다양한 로리마-텔레픽처스 극장 영화 패키지를 제공하는 비독점 계약을 체결했으며, 로리마-텔레픽처스는 HBO용 텔레비전 영화 제작 파트너로 참여하게 되었고, 전 세계 배급권(유료 텔레비전 제외)을 얻게 되었다. 현재 계약 계획에 따르면 로리마-텔레픽처스에서 연간 5~6편의 영화가 제작될 예정이다.
1986년 9월, 네트워크는 MGM/UA 커뮤니케이션즈 컴퍼니와 5년 계약을 체결하여 최대 72편의 메트로 골드윈 메이어 및 유나이티드 아티스츠 영화 패키지를 확보했다. 같은 달, HBO는 영화 제작자 킹스 로드 엔터테인먼트와 유료 케이블 및 홈 비디오 계약을 체결했으며, 이 계약에 따라 8편의 영화가 제공될 예정이었고, 홈 비디오 권리는 자회사인 HBO/캐넌 비디오에 할당될 예정이었다. HBO와 킹스 로드 간의 8편 영화 계약 중 첫 영화는 Touch & Go였으며, 6천5백만에서 7천만 달러가 소요될 예정이었다. 1986년 11월, HBO는 1987년부터 1990년까지의 영화에 대한 드 로렌티스 엔터테인먼트 그룹과 계약을 체결했으며, 자매 레이블인 HBO/캐넌 비디오에 대한 3년 홈 비디오 권리 계약도 포함되었다. 1986년 12월, HBO는 소련 제작사 포세이돈 필름스와 계약을 체결하여 소련 기반 영화에 대한 비지정 기간 동안의 미국 및 캐나다 권리를 확보했다. 1987년 7월, HBO는 5년 동안 5억 달러 규모의 계약을 체결하여 1988년 5월부터 1993년 5월 사이에 개봉될 예정이었던 파라마운트 픽처스 영화 85편에 대한 독점 권리를 확보했다. (이는 1979년부터 파라마운트와의 기존 제휴를 확고히 한 것으로, 스튜디오 영화에 대한 비독점 권리를 포함한다.) 이 계약은 새로운 영화 독점 계약에 대한 금지 해제를 알리는 것이었지만, 당시 HBO CEO였던 마이클 퓨크스는 파라마운트 패키지에 대한 독점권을 획득해야 했던 이유로 당시 24억 달러 이상의 부채를 안고 있던 쇼타임-더 무비 채널의 모회사인 바이어컴을 꼽았다. 이 스튜디오는 HBO에 직접 입찰을 제의했다. 파라마운트 패키지는 1997년 12월까지 HBO/시네맥스에 남아 있었다. 쇼타임은 1998년 1월부터 스튜디오 영화에 대한 유료 케이블 권리를 인수했으며, 이는 바이어컴이 1994년 파라마운트 커뮤니케이션즈로부터 파라마운트를 인수하는 과정에서 체결된 7년 계약에 따른 것으로, 2008년 12월까지 해당 권리를 보유했다. (공동 경쟁사인 에픽스(파라마운트/바이어컴, 라이온스게이트, 그리고 현재는 유일한 소유자인 MGM 간의 컨소시엄으로 설립)는 2009년 10월 네트워크 출시와 함께 유료 텔레비전 권리를 인수했다.)
1995년 3월, HBO는 당시 신생 스튜디오였던 드림웍스 SKG와 6억에서 10억 달러 규모의 10년 계약을 체결했는데, 이는 계약 기간 동안의 총 영화 제작량과 수익에 따라 달라졌다. 이 계약은 1996년 1월부터 2006년 12월까지의 스튜디오의 잠정 개봉작을 포함했다. 2004년 애니메이션 부문인 드림웍스 애니메이션이 독립 회사로 분사되면서, 드림웍스의 유료 케이블 배급 권한은 별도의 계약으로 분리되었다. 2010년 3월, 쇼타임은 오리지널 드림웍스 스튜디오의 실사 영화 권리(파라마운트 픽처스에서 터치스톤 픽처스(당시 쇼타임 배급 파트너)로 공동 제작 계약이 이전되는 것과 동시에)를 5년간 인수했으며, 이는 2011년 1월부터 발효되었다. 그리고 2011년 9월, HBO가 계약의 마지막 2년을 포기하기로 동의한 후, 넷플릭스는 2012년 12월 HBO 계약 만료와 동시에 드림웍스 애니메이션 계약을 인수했다. (2015년 HBO 나우 출시 이전에는 HBO가 스튜디오 아웃풋 파트너에게 네트워크와의 독점 계약 기간 동안 영화의 디지털 판매를 중단하도록 요구했다. 넷플릭스 계약은 어떠한 배급 제한도 받지 않았으므로, 드림웍스 애니메이션은 제3자 제공업체를 통한 디지털 다운로드를 통해 영화 재판매를 계속할 수 있었다.)
20세기 폭스는 1986년 1월 HBO와 비독점 계약을 처음 체결했으며, 1985년부터 1988년까지 개봉된 폭스 영화를 포함하고 HBO 오리지널 프로그램과 관련된 제작 공동 자금 조달 계약도 포함했다. 이 계약은 1988년 갱신 시 독점 계약으로 전환되었다. 폭스와의 첫 개봉 영화 아웃풋 계약은 2012년 8월 15일 HBO에 의해 10년 연장되었다(처음으로 스튜디오가 아이튠즈 및 아마존 비디오와 같은 디지털 플랫폼을 통해 영화를 출시할 수 있도록 하는 조항 포함). 월트 디즈니 컴퍼니가 2019년 3월 20세기 폭스 인수를 완료했지만, 디즈니는 월트 디즈니 스튜디오스 모션 픽처스 및 그 자회사에서 제작 또는 배급하는 영화에 대해 자체 스트리밍 서비스인 디즈니+ 및 훌루와 아웃풋 계약을 유지하고 있다(이 스튜디오는 2015년 스타즈와의 계약이 종료된 이후 전통적인 유료 케이블 서비스를 통해 영화를 배급하지 않음). 디즈니는 2021년 11월까지 HBO와의 아웃풋 계약을 계속 이행했으며, 그 후 워너미디어와 디즈니는 계약을 2022년 말까지 확장한다고 발표했다. 이 수정안에 따라 2022년 20세기 스튜디오 영화 목록의 절반은 고장난 론을 시작으로 '페이-원' 기간 동안 HBO 또는 HBO 맥스와 디즈니+ 또는 훌루 간에 공유될 수 있게 되었다.
HBO와 유니버설의 관계는 1984년 3월에 시작되었다. 당시 HBO는 스튜디오와 6년간의 비독점 계약을 체결했다. 1990년 4월, 유니버설은 스튜디오의 1989년 개봉작 10편 패키지에 대한 라이선스 권리를 CBS와 계약하기로 선택하여 전통적인 유료 케이블 기간을 건너뛰었다. 현재 유니버설 아웃풋 계약은 2013년 1월 6일에 10년 연장되었다. 이 계약은 원래 2010년 12월까지 유효했던 8년 계약으로 시작되었으며, 스타즈로부터 스튜디오의 유료 케이블 권리를 인수했다. 현재 계약은 HBO에게 일부 유니버설 타이틀에 대한 우선매수청구권을 부여하여, HBO가 특정 영화에 대한 유료 텔레비전 권리를 획득하지 않기로 결정할 경우 스튜디오가 공동 배급 실사 영화는 쇼타임에, 애니메이션 영화는 넷플릭스에 라이선스할 수 있는 옵션을 행사할 수 있도록 한다. (유니버설은 초기 2003–10년 계약 첫 해에는 타이틀 인수 상한선을 50%로 설정하여, 소니 픽처스 아웃풋 계약에서 HBO를 제치고 스타즈가 승리한 것에 대한 위로금으로 HBO와 스타즈 간에 권리를 분할할 의도였다.) 이어서 2021년 7월 6일, 유니버설 필름드 엔터테인먼트 그룹은 HBO와의 독점 계약이 2021년 말에 종료된 후 극장 개봉 영화를 피콕에 출시하기 시작할 것이라고 발표했다. 이는 단편화된 기간(영화 극장 개봉 후 120일 이내에 시작)을 통해 피콕이 18개월간의 '페이-원' 배급 기간의 시작과 끝에서 4개월간의 독점 권리를 보유하게 되는 방식이다. 그 후 아마존(7월 8일)과 스타즈(7월 16일)는 별도의 다년간의 서브 라이선스 계약을 체결했다. 이 계약에 따라 유니버설 영화는 중간 기간 동안 10개월간의 비독점 기간 동안 프라임 비디오와 IMDb TV에서 스트리밍되며, 피콕/아마존 기간 이후 스타즈의 선형 및 스트리밍 플랫폼에서 방영될 예정이다. HBO는 기존 계약에 따라 2022년까지 유니버설의 2021년 영화 목록을 계속 출시할 예정이며, 넷플릭스는 이후 스튜디오의 애니메이션 영화를 계속 제공할 예정이다.
서밋 엔터테인먼트와의 첫 개봉 아웃풋 계약은 원래 2017년 12월까지 유효했으며, 2013년에 발효되면서 스튜디오의 유료 케이블 아웃풋 파트너로서 쇼타임(2008년 1월부터 2012년 12월까지 영화에 대한 독점 권리를 가짐)을 대체했다. 이 계약은 2016년 3월 1일 HBO에 의해 4년 더 연장되었다. (서밋은 현재 HBO와 독점 아웃풋 계약을 유지하는 유일한 "미니 메이저" 영화 스튜디오이자 5대 핵심 메이저 스튜디오에 속하지 않는 유일한 스튜디오이다.) 2021년 3월 2일, HBO와의 계약이 2022년 말에 만료된다고 발표되었다.
HBO와 이전에 첫 방영 유료 케이블 계약을 유지했던 다른 영화 스튜디오로는 아메리칸 필름 시어터(비독점, 1975–1977), 월트 디즈니 프로덕션(비독점, 1978–1982), 사무엘 골드윈 컴퍼니(비독점, 1979–1986), ITC 엔터테인먼트(비독점, 1982–1990), 뉴 월드 픽처스(비독점, 1982–1986), 폴리그램 필름드 엔터테인먼트(비독점, 1984–1989), 헴데일 필름 코퍼레이션(비독점, 1982–1986; 독점, 1987–1991) 드 로렌티스 엔터테인먼트 그룹(비독점, 1988–1991) 로리마 필름 엔터테인먼트(비독점, 1987–1990), 그리고 사보이 픽처스(독점, 1992–1997) 등이 있다.

### 스페셜
장편 영화 및 기타 오리지널 프로그램과 더불어 HBO는 창립 이래 오리지널 엔터테인먼트 스페셜을 제작해왔다. 출시 5개월 후인 1973년 3월 23일, 이 서비스는 첫 비스포츠 엔터테인먼트 스페셜인 펜실베이니아 폴카 페스티벌을 방영했다. 이는 펜실베이니아주 앨런타운의 앨런타운 박람회장에서 방송된 3시간짜리 음악 이벤트였다.
네트워크는 스탠드업 코미디 스페셜로 명성을 쌓았으며, 이는 조지 칼린, 앨런 킹, 로드니 데인저필드, 빌리 크리스털, 로빈 윌리엄스 등 기존 코미디언의 명성을 높이는 데 기여했고, 데니스 밀러, 우피 골드버그, 크리스 록, 로잰 바, 패튼 오즈월트, 마거릿 조, 데이브 셔펠과 같은 신흥 코미디 스타의 발판이 되었으며, 이들 중 다수는 텔레비전 및 영화 경력을 쌓았다. HBO는 매년 평균 5~7개의 코미디 스페셜을 처음 선보이며, 보통 매주 영화 프리미어 상영 후 늦은 토요일 프라임 타임에 첫 방송된다. HBO의 정규 코미디 스페셜은 1975년 12월 31일 《로버트 클라인과 함께하는 저녁》의 첫 방영으로 시작되었으며, 로버트 클라인은 35년간 HBO 스탠드업 스페셜 9편의 헤드라인을 장식했다. 스페셜에 대한 긍정적인 시청자 반응은 온 로케이션의 탄생으로 이어졌는데, 이는 스탠드업 코미디언의 나이트클럽 공연을 전체적으로 편집 없이 보여주는 월간 앤솔로지 시리즈였다. 이 시리즈는 1976년 3월 20일 데이비드 스타인버그의 공연으로 첫 방영되었다. HBO의 스탠드업 코미디 프로그램은 결국 1987년 8월 15일 마틴 멀: 라이브 프롬 노스 리지빌의 첫 방영과 함께 HBO 코미디 아워로 확장되었다. 이는 멀이 헤드라인을 장식한 버라이어티 코미디 스페셜로, 무대 및 사전 촬영 스케치를 혼합하여 선보였다. 코미디 아워는 온 로케이션과 거의 동일한 개념을 유지하며, HBO의 대표 스탠드업 시리즈로 온 로케이션을 대체했으며, 결국 13년간의 온 로케이션'의 단계적 폐지로 이어졌고, 1989년 10월 21일 빌리 크리스털: 미드나잇 트레인 투 모스크바의 첫 방영으로 끝났다. 스핀오프인 HBO 코미디 하프-아워는 1994년 6월 16일(첫 스페셜 크리스 록: 빅 애스 조크스와 함께)부터 1998년 1월 23일까지 방영되었으며, 스페셜에 출연하는 코미디언이 샌프란시스코의 필모어에서 라이브로 녹음된 루틴을 30분 동안만 선보이는 짧은 형식이었다.
조지 칼린은 1977년부터 2008년까지 네트워크에서 가장 많은 코미디 스페셜의 헤드라인을 장식했으며, 12회 출연했다. 그의 첫 스페셜인 《조지 칼린: USC에서》(1977년 9월 1일 방영)에서는 칼린의 고전 루틴인 "텔레비전에서 절대 말할 수 없는 7가지 단어"의 첫 텔레비전 공연이 포함되었다. 다른 케이블 채널들이 저렴한 형식으로 인해 코미디 스페셜을 도입하면서 HBO는 매년 몇 개의 인기 코미디언이 출연하는 스페셜에 집중하는 음악 프로그램 전략을 따르기 시작했다. (HBO는 1999년 2월 6일 칼린이 출연한 《당신은 모두 병들었습니다》의 첫 방영 이후 코미디 스페셜을 코미디 아워라는 이름으로 더 이상 홍보하지 않았다.) 네트워크의 코미디 스페셜 라이브러리는 타임 Inc./타임 워너를 통해 HBO가 시작한 두 개의 코미디 중심 기본 케이블 네트워크인 코미디 채널(1989년 11월 15일 출시)과 그 후속 채널인 코미디 센트럴(1991년 4월 1일 코미디 채널과 바이어컴 소유의 하!의 통합으로 출시)의 초기 프로그램 목록에 포함되었다.
1986년부터 2010년까지 불규칙한 간격으로 HBO는 코믹 릴리프 USA 자선 스페셜의 주요 방송사 역할을 하여 미국 노숙자 인구에 초점을 맞춘 보건 및 복지 지원 프로그램을 돕기 위한 기금을 모금했다. 코믹 릴리프 설립자 밥 즈무다와 전 HBO 임원 크리스 알브레흐트가 공동으로 개발한 이 자선 단체가 24년 동안 제작한 15개의 자선 모금 행사 중 11개가 언급된 연도 사이에 HBO에서 방영되었으며, 윌리엄스, 크리스털, 골드버그가 진행했고 스탠드업 코미디언, 즉흥 코미디언 및 성대모사 예술가의 공연과 유명 인사 및 정치인의 출연, 그리고 노숙자 문제를 보여주는 다큐멘터리 세그먼트가 포함되었다. HBO 및 기타 후원사들은 모금되거나 기부된 돈이 자선 단체에 배포되도록 코믹 릴리프 행사에 발생한 모든 또는 대부분의 비용을 부담했다.
콘서트 기반 음악 스페셜은 가끔 채널을 위해 제작되며, 라이브 관객 앞에서 공연하는 주요 음반 아티스트를 특징으로 한다. HBO의 첫 성공적인 스페셜 중 하나는 더 패뷸러스 벳 미들러 쇼였는데, 벳 미들러가 음악 및 코미디 루틴을 공연하는 무대 스페셜로, 1976년 6월 19일에 첫 방영되었다. 이는 스탠딩 룸 온리의 창설의 핵심이 되었는데, 이는 콘서트 및 다양한 무대 "스펙터클"(벌레스크 쇼, 보드빌 루틴, 복화술 및 마술 공연 등)을 관객 앞에서 라이브로 녹화한 월간 시리즈였다. SRO는 1977년 4월 17일에 첫 방영되었다(앤 코리오의 'This Was Burlesque'를 첫 방송으로). 1980년대 초 한때 HBO는 거의 격월로 콘서트 스페셜을 제작했으며, 보이 조지와 더 후와 같은 주요 음악 스타들이 출연했다. 1981년 MTV의 성공적인 출시 이후, 스탠딩 룸 온리 시리즈는 콘서트 제작을 줄이기 시작했으며, 결국 1987년 5월 24일에 종료되었다(라이자 미넬리 콘서트 스페셜 《런던의 라이자》의 첫 방영과 함께). HBO의 콘서트 중계 또한 엘튼 존, 휘트니 휴스턴, 티나 터너, 바브라 스트라이샌드와 같은 "세계적인" 음악 이벤트와 팜 에이드와 같은 모금 행사에 더욱 집중하기 시작했다. 1992-93 Dangerous World Tour의 첫 구간에서 녹음된 부쿠레슈티의 마이클 잭슨: 라이브는 HBO에서 가장 높은 시청률을 기록한 스페셜로, 1992년 10월 10일 첫 방송에서 370만 명의 시청자(21.4% 시청률/34% 점유율)를 기록했다. 이 스페셜은 또한 텔레비전 콘서트 공연 중 가장 큰 재정적 거래로 여겨지며, 음악 산업 관계자들은 HBO가 권리료로 약 2천만 달러를 지불한 것으로 추정한다. 최근 몇 년 동안 콘서트 스페셜은 HBO의 텔레비전 스페셜에서 점차 주변적인 역할을 하고 있으며, 가끔씩 주요 이벤트나 로큰롤 명예의 전당의 연례 헌액식(이는 2024년에 디즈니+로 이전됨)으로 제한되고 있다.

### 스포츠 프로그래밍
HBO는 워너 브라더스 디스커버리 스포츠(이전에는 1990년부터 2018년까지 타임 워너 스포츠를 통해)가 관리하는 자체 제작 부서인 HBO 스포츠가 제작한 스포츠 관련 매거진 및 다큐멘터리 시리즈를 방송하며, 이 부서는 1972년 11월 HBO 개국부터 2018년 12월까지 채널을 위한 일부 스포츠 이벤트 중계도 제작했다. HBO 스포츠는 설립자인 스티브 파월(이후 ESPN 프로그램 책임자), 데이브 마이스터(이후 테니스 채널 책임자), 세스 에이브러햄(이후 MSG 네트워크 책임자), 그리고 로스 그린버그 등 여러 유명 텔레비전 경영자들이 이끌었다.

#### 프로 및 토너먼트 스포츠
HBO가 개발될 당시, 타임 Inc./스털링 커뮤니케이션즈 파트너십은 스털링 맨해튼 케이블 텔레비전(MSG 네트워크의 전신)이 운영하는 지역 방송 채널을 선택하여 매디슨 스퀘어 가든을 기반으로 하는 뉴욕 닉스와 뉴욕 레인저스의 홈 경기 방송 제작을 담당하도록 했다. 이 경기는 HBO의 초기 미드-애틀랜틱 지역 서비스 구역 전역에서 텔레비전으로 중계될 예정이었다. (HBO 설립자 찰스 돌런은 케이블비전을 통해 1994년 8월 ITT 코퍼레이션과의 10억 7천 5백만 달러 공동 입찰로 이 경기장과 그 스포츠 팀들을 인수했다. 그의 아들 제임스 L. 돌런은 2015년부터 매디슨 스퀘어 가든 컴퍼니를 통해 닉스와 레인저스를 소유하고 있으며, 전자의 2020년 비스포츠 엔터테인먼트 자산 분사로 인해 매디슨 스퀘어 가든 엔터테인먼트를 통해 매디슨 스퀘어 가든을 소유하고 있다.) 이 계약은 1969년 5월로 거슬러 올라가는데, 당시 맨해튼 케이블 텔레비전은 매디슨 스퀘어 가든과 1년 30만 달러 계약을 처음 체결하여 경기장에서 열리는 125개의 스포츠 이벤트를 방송했으며, 1970년 11월에 5년 더 연장되었다. 1972년 11월 1일, HBO가 공식적으로 출시되기 일주일 전, 매디슨 스퀘어 가든은 스털링에게 뉴욕시 외곽의 케이블 텔레비전 시스템에 스포츠 이벤트를 텔레비전으로 중계할 권리를 부여했다.
이 계약에 따른 첫 경기는 1972년 11월 8일 홈 박스 오피스를 출범시킨 뉴욕 레인저스-밴쿠버 커넉스 NHL 경기였으며, 첫 스포츠 중계 역할을 했다. 1974-75년 레인저스와 아일랜더스 시즌 동안 HBO는 MSG 아나운서들에게 경기 중계 및 컬러 코멘터리 임무를 계약했다. 이는 MSG 네트워크의 상업 광고 시간 동안 서비스가 광고를 받지 않기 때문에 HBO 피드에서 발생하는 데드 에어를 채우는 아나운서들에게 부담을 주었다. 전미 농구 협회(NBA) 및 내셔널 하키 리그(NHL) 중계는 HBO가 전국 위성 서비스로 전환하면서 확대되었으며, 개별 계약에 따라 두 리그의 뉴욕 기반이 아닌 팀들(NBA의 밀워키 벅스, 보스턴 셀틱스, 포틀랜드 트레일블레이저스, 골든스테이트 워리어스, 로스앤젤레스 레이커스 등; NHL의 로스앤젤레스 킹스 등)과 일부 플레이오프 경기를 포함했다. (NBA와 NHL은 각 1976-77년 시즌 이후 HBO 중계를 중단했다. 1978년 5월, 뉴욕 주 대법원은 당시 아일랜더스 및 네츠 사장이었던 로이 보가 HBO 계약 및 다른 뉴욕 지역 케이블 시스템과의 동시 계약을 통해 돌런의 후속 회사인 롱 아일랜드 케이블 커뮤니케이션즈 개발사와 독점 계약을 위반했다고 판결했다.) 1974년, 네트워크는 월드 풋볼 리그(WFL) 경기를 샬럿으로 이전한 뉴욕 스타즈와 필라델피아 벨로부터 방송 권리를 획득했다. 18개의 WFL 경기가 WFL의 첫 시즌 동안 HBO에서 방영되었으며, 리그가 1975년 시즌 중반에 갑자기 해체될 때까지 계속되었다. 1973년 3월, HBO는 아메리칸 농구 협회(ABA) 경기 중 일부에 대한 지역 권리를 5년간 150만 달러에 인수하는 계약을 체결했다. 특히 1976년 ABA 파이널을 중계했는데, 이는 리그가 NBA와 합병하기 전 마지막 토너먼트 경기였다. 뉴욕 네츠가 덴버 너기츠를 4승 2패로 꺾고 우승했다. 두 프로 농구 리그의 합병으로 HBO의 ABA 계약은 조기 종료되었으며, 원래는 1975-76년 시즌 종료 후 1977년 7월 1일에 만료될 예정이었다.
1977년까지 HBO는 스털링 맨해튼/맨해튼 케이블 스포츠 채널에서 시작된 다른 스포츠 이벤트를 중계했다. 여기에는 월드 하키 협회 정규 시즌 및 플레이오프 경기; 이스턴 칼리지 애슬레틱 컨퍼런스(ECAC) 토너먼트(ECAC 하키 남자 아이스하키 토너먼트 및 ECAC 홀리데이 페스티벌 농구 토너먼트 포함); 월드 팀테니스; 국제 고등학교 농구 초청 경기; 내셔널 호스 쇼; 용커스 레이스웨이의 경마 이벤트; 승마, 롤러더비 및 아이스 스케이팅 이벤트; 세계 프로 가라데 챔피언십; 밀로즈 게임스 육상 초청 경기; 웨스트체스터 케널 클럽 도그 쇼; 그리고 월드 와이드 레슬링 연맹 경기 등이 포함되었다. (지역화된 스포츠 초점은 1970년대와 1980년대 초에 출시된 다른 지역 구독 텔레비전 서비스, 특히 PRISM, ONTV 및 워메트코 홈 시어터에 의해 곧 모방되었다.) 매디슨 스퀘어 가든에서 열린 NCAA 디비전 I 대학 농구 경기와 전국 서비스가 된 후 다른 장소(내셔널 초청 토너먼트 및 홀리데이 농구 페스티벌 포함)도 1978-79년 시즌까지 네트워크에서 중계되었다.
HBO는 또한 1974년 시즌 동안 뉴욕 양키스 야구 경기의 지역 중계를 제공했다. 뉴욕의 독립 방송국인 WPIX(현재 CW 계열사)는 중계를 위해 HBO에 마이크로파 신호 수신 지원을 제공했다. WPIX는 팀과의 지역 텔레비전 계약에서 경기 선택에 대한 우선권을 통해 HBO가 해당 시즌에 중계할 예정이었던 4개의 양키스 경기에 대한 계획된 중계를 선점했다. (필라델피아 필리스는 독립 방송국인 WPHL-TV(현재 마이네트워크TV 계열사)에서 현지에서 방영되지 않는 정규 시즌 경기를 HBO가 텔레비전으로 중계하는 것에 대한 제안을 거부한 것으로 알려졌다.) HBO의 양키스 중계는 1974년 6월 미국 방송 협회 유료 TV 특별 위원회 위원장인 윌라드 월브리지의 불만을 불러일으켰는데, 그는 유료 텔레비전 서비스가 방송국에서 2년 이내에 정기적으로 텔레비전으로 중계되는 라이브 스포츠를 중계하는 것을 금지하는 반흡수 규칙을 위반했다고 주장했다. HBO 대표자들은 경기 방송에 대한 규제 개입이 수정 헌법 제1조에 의해 금지되며, WPIX가 일부 양키스 주말 경기 권리를 보유하고 있었기 때문에 HBO는 주중 경기만 제공했다고 주장했다. 또한 프로그램당 요금이 부과되지 않았기 때문에 반흡수 규칙이 적용되지 않는다고 주장했다. 1974년 9월, FCC는 경기가 방송 텔레비전에서 이용할 수 없다는 이유로 HBO가 팀의 남은 정규 시즌 경기 중 3경기 이하를 중계하는 것을 임시로 허가했다. HBO는 1974년에 약 20경기, 1975년에 25경기의 양키스 경기를 방송했다. HBO는 1976년에 주간 목요일 밤 MLB 경기 패키지 중계를 협상하려 했으나, 결국 야구 커미셔너 보위 쿤이 요구하는 가격에 물러섰다. 1973년부터 1976년까지 HBO는 프로 볼링 협회(PBA) 토너먼트 이벤트를 중계했다. 1973년 6월 10일 윈스턴-살렘 오픈을 시작으로, 네트워크는 약 25개의 PBA 토너먼트를 방영했으며, 이 중 8개는 HBO가 해당 3년간 공동 후원했다. 딕 스톡턴, 마티 글릭먼, 스펜서 로스가 플레이바이플레이 아나운서로 활동했으며, 스키 포렘스키가 볼링 중계의 컬러 코멘테이터로 활동했다.
프로그램 상담 및 인수 회사인 트랜스 월드 인터내셔널의 도움으로, 전국 서비스로의 확장은 HBO가 미국과 캐나다에서 더 광범위한 스포츠 이벤트를 포함하도록 스포츠 중계를 확대하는 결과를 낳았다. 여기에는 북미 사커 리그(1976–1978), 일부 아마추어 육상 연맹 토너먼트(1976–1981), 일부 LPGA 골프 토너먼트(1976–1978), 챔피언십 로데오(1976–1978), USGF 내셔널 체조 챔피언십(1976–1981), 스케이트 캐나다 인터내셔널(1976–1978), 캐나다 풋볼 리그(1976–1978), 남자 체조 챔피언십(1976–1978) 및 디비전 I 야구 챔피언십(1977–1978)을 포함한 비농구 NCAA 토너먼트가 포함되었다. 위에서 언급된 이벤트 대부분은 1978년 HBO의 스포츠 제공 목록에서 제외되었는데, 이는 스포츠 이벤트 대부분이 지역적 매력이 있었고, "반복되지 않으며", 상업 텔레비전에서 쉽게 볼 수 있었기 때문이었다. NCAA 정규 시즌 및 토너먼트 이벤트는 1978-79년 육상 시즌까지 HBO에 남아 있었으며, 이후 조직과의 독점 전국 케이블 계약에 따라 1979-80년 육상 시즌부터 신생 기본 케이블 네트워크 ESPN으로 이전되었다. USGF, AAU 및 일부 비NCAA 초청 이벤트는 1981년 초까지 네트워크에 남아 있었고, 그 이후 HBO의 스포츠 권리는 복싱과 윔블던으로 제한되었다.

#### 윔블던 테니스
1975년 7월, HBO는 미드-애틀랜틱 지역 미국 구독자를 위해 윔블던 테니스 토너먼트의 지역 중계를 시작했다. (그 해 아서 애시는 남자 단식 결승에서 디펜딩 챔피언 지미 코너스를 6–1, 6–1, 5–7, 6–4로 꺾고 윔블던 단식 타이틀을 획득한 최초의 흑인 남자가 되었다.) 처음에는 HBO의 토너먼트 중계는 주로 다른 비디오 소스(영국방송공사 포함)에서 가져온 재방송으로 구성되었다. HBO 스포츠는 1978년 토너먼트부터 자체 해설팀을 고용하기 시작했다. 채널에 방영되는 동안, 윔블던 중계는 HBO에서 주중 테니스 중계를 처음 제공했으며, 토너먼트 초기 라운드의 단식 및 복식 이벤트를 포함했다. NBC(1969년부터 윔블던의 지상파 방송 권리를 가짐)는 8강, 준결승, 결승 라운드 및 주말 초기 라운드 경기의 권리를 보유했다. (윔블던이 도착하기 전, HBO는 1972년부터 1976년까지 U.S. 내셔널 실내 선수권 대회의 남자 및 여자 라운드와 1977년부터 1979년까지 일부 WTA 투어 이벤트도 중계했다.)
1999년 6월 25일, HBO 스포츠는 1999년 윔블던 선수권 대회 종료 후 윔블던 텔레비전 계약 지분을 갱신하지 않을 것이라고 발표하며, 그랜드 슬램 이벤트와의 25년간의 방송 관계를 종료했다. 당시 HBO 스포츠 모회사인 타임 워너 스포츠의 사장인 세스 에이브러햄은 재정 조건이나 정체된 시청률 문제보다는 프로그램 목록을 "새롭게" 해야 할 필요성에 따라 결정했다고 밝혔다. (발표 당시 HBO는 토너먼트 방영을 위해 5년간 4천만 달러 계약으로 연간 8백만 달러를 지불했다.) ESPN, 폭스 스포츠 네트워크, USA 네트워크가 각각 HBO가 포기한 케이블 패키지를 획득하는 데 관심을 표명했지만, 타임 워너는 터너 스포츠를 통해 케이블 권리에 대한 계약을 체결하여 윔블던 계약의 해당 부분을 기업 내부에 유지했다. 이 계약에 따라 TNT와 CNN/SI(이후 2002년 CNN/SI 폐쇄 후 현재는 없어진 CNNfn으로 이전)에서 중계가 2000년 토너먼트부터 방영되었다. 2003년에 이 패키지는 ESPN2로 옮겨졌고, ESPN은 나중에 2012년에 전체 토너먼트에 대한 독점 권리를 인수했다.
2009년 3월 2일, BNP 파리바 쇼다운의 첫 대회가 단발성 특별 프레젠테이션으로 방송되면서 프로 테니스는 잠시 HBO로 돌아왔다.

#### 복싱
HBO의 스포츠 중계는 오랫동안 HBO 스포츠의 주요 시리즈인 HBO 월드 챔피언십 복싱에 등장하는 경기와 동의어였다. 첫 복싱 중계는 1973년 1월 22일 자메이카 킹스턴에서 열린 세계 헤비급 챔피언십 경기인 "더 선샤인 쇼다운"으로, 조지 포먼이 조 프레이저를 두 라운드 만에 꺾었다. 지역 서비스로서 HBO의 초기 존재 동안 방송된 유명한 경기 외에 대부분의 복싱 이벤트는 매디슨 스퀘어 가든에서 열린 경기였다. HBO가 전국 서비스가 되자 복싱 중계는 잉글우드 (캘리포니아주)의 더 포럼(로스앤젤레스 레이커스와 킹스와의 텔레비전 계약의 일부로) 및 다른 경기장에서 열린 경기를 정기적으로 다루기 시작했다. 1975년 9월 30일, 무함마드 알리와 조 프레이저 간의 "마닐라의 스릴러" 복싱 경기가 HBO에서 방송되었으며(텔레비전 프로그램 배급사 비디오 테크닉스와의 라이선스 계약에 따라), 이 경기는 위성을 통해 방송된 네트워크의 첫 프로그램이었다. (HBO는 1973년 6월 18일에도 첫 상호 연결된 위성 시연 방송을 제공했는데, 지미 엘리스와 어니 셰이버스 간의 헤비급 챔피언십 경기가 아니크 A를 통해 애너하임, 캘리포니아의 폐쇄회로 시스템과 샌버너디노, 캘리포니아의 텔레프롬프터 케이블 시스템으로 중계되었다.) 복싱 중계는 1979년까지 다양한 예정된 밤에 방영되었고, 그 후 주로 금요일에 방영되었다. 1987년부터 복싱 중계는 토요일에 전면적으로 방영되었다. (HBO에서 방영된 모든 복싱 이벤트는 평균 2~3주 간격으로 방영되었다.) 1979년까지 HBO는 다양한 내셔널 골든 글러브 대회도 중계했으며, 1978년부터 1979년까지는 내셔널 대학 복싱 협회 챔피언십을 중계했다.
HBO는 1990년 12월, TVKO(2001년 HBO PPV로, 2013년 HBO 복싱 페이-퍼-뷰로 개명)라는 제작 부서를 설립하여 유명 복싱 경기를 참여 프로모터와 협력하여 배급 및 조직하면서 페이퍼뷰로 복싱 콘텐츠를 확장했다. TVKO가 제작한 첫 복싱 이벤트는 1991년 4월 19일 "배틀 오브 더 에이지스" 경기였다. (TVKO는 홀리필드가 크루저급 챔피언 시절 프로모터 댄 두바와의 계약을 통해 1986년 쇼타임 챔피언십 복싱이 처음 방송된 이래 그의 경기를 중계해왔던 쇼타임으로부터 홀리필드를 영입했다.)
HBO는 1996년 2월 3일 복싱 콘텐츠를 확장했다. HBO 복싱 애프터 다크(첫 회는 HBO 레이트 나이트 파이트로 명명됨)는 주니어 페더급(마르코 안토니오 바레라 대 케네디 매키니) 및 주니어 밴텀급(조니 타피아 대 지오반니 안드라데)의 경쟁자들을 포함한 타이틀 경기로 처음 방영되었다. 이 프로그램은 일반적으로 유명 경쟁자(일반적으로 "챔피언십" 또는 "타이틀" 경기로 지정되지 않은 선수들)와 기존 케이블 복싱 쇼케이스(예: ESPN의 프라이데이 나이트 파이트)에서 주로 등장했던 유망 복서들이 포함된 경기들을 특징으로 했다. 두 번째 프랜차이즈 확장인 KO 네이션(2000년 5월 6일부터 2001년 8월 11일까지 방영)은 힙합 음악 공연을 유망 복서 경기 사이에 통합하여 18세에서 24세(나중에 18세에서 34세로 확대됨) 남성이라는 프로그램의 대상 시청자를 스포츠로 유인하려고 시도했다. 전 Yo! MTV Raps VJ 에드 러버가 쇼의 "얼굴"이었고 링 아나운서 역할을 했다. (내부 조사에 따르면 18-34세 남성은 복싱 시청률의 3%를 차지하는 반면, 50세 이상 남성은 스포츠 시청자의 60%를 차지했다.) KO 네이션은 2001년 1월 토요일 오후에서 토요일 심야로 시간대가 변경된 후에도 낮은 시청률을 기록했다. HBO 스포츠는 이후 복싱 애프터 다크를 통해 젊은 시청자층을 유치하기 위한 노력을 재집중했다. 스포츠의 히스패닉 및 라틴계 팬들을 유인하기 위해 네트워크의 복싱 프랜차이즈는 2003년 1월 오스카 드 라 호야 Presenta Boxeo De Oro의 첫 방영과 함께 HBO 라티노로 확장되었다. 이 프로그램은 드 라 호야가 설립한 골든 보이 프로모션이 대리하는 유망 복서들을 선보였다. HBO 라티노를 위한 두 번째 복싱 시리즈인 Generación Boxeo는 2006년 4월 멀티플렉스 채널에서 처음 방영되었다.
2018년 9월 27일, HBO는 45년 만에 복싱 중계를 중단한다고 발표했으며, 10월 27일 마지막 방송 경기를 끝으로 네트워크의 라이브 스포츠 시대가 막을 내렸다. (원래 예정된 마지막 방송 이후에도 월드 챔피언십 복싱/복싱 애프터 다크 경기가 각각 2018년 11월 24일과 12월 8일에 두 차례 더 방영되었다.) HBO가 복싱 중계를 중단한 이유는 DAZN 및 ESPN+와 같은 스포츠 기반 스트리밍 서비스의 유입, 고명한 경기 유치 능력을 저해한 프로모터와의 문제, 그리고 그로 인한 시청률 하락과 HBO 구독자들 사이에서 스포츠에 대한 관심 상실 등이 복합적으로 작용했다. 또한 HBO 모회사인 워너미디어의 당시 AT&T로의 소유권 이전과 네트워크가 스크립트 프로그램에 집중하려는 노력도 결정에 영향을 미쳤다. 네트워크 경영진은 "HBO는 스포츠 네트워크가 아니다"라고 생각했다. 그 이후로 HBO 스포츠는 더 이상 스포츠 이벤트 중계를 제작하지 않지만, 네트워크의 스포츠 매거진 쇼 및 다큐멘터리 제작 부서로 계속 존재하고 있다.

#### 매거진 및 다큐멘터리 시리즈
1977년부터 HBO는 운동선수 및 육상 세계에 초점을 맞춘 다큐멘터리 및 인터뷰 기반 주간 시리즈를 제공했다. 1977년 9월 22일, HBO는 채널의 첫 오리지널 주간 시리즈이자 첫 스포츠 관련 다큐멘터리 및 분석 시리즈인 Inside the NFL을 처음 선보였다. 이 프로그램은 지난 주 주요 내셔널 풋볼 리그 경기의 경기 후 하이라이트 및 분석(NFL 필름스에서 제공하는 영상 사용)과 선수, 코치 및 팀 경영진과의 인터뷰를 특징으로 했다. 이 프로그램은 ESPN 및 기타 스포츠 중심 케이블 네트워크에서 유사한 축구 리뷰 쇼가 출시되기 전에 주간 NFL 경기 리뷰를 제공하는 케이블 텔레비전의 첫 스튜디오 쇼 중 하나였다. 인사이드 더 NFL은 네트워크에서 가장 오랫동안 방영된 프로그램이 되었으며, 2008년 2월 HBO 방영이 종료될 때까지 31시즌 동안 방영되었다. (HBO가 프로그램을 취소한 후, 인사이드 더 NFL은 CBS 스포츠와의 계약에 따라 쇼타임에 인수되었으며, 2008년 9월에 공식적으로 경쟁 프리미엄 채널로 이동했다.) 네트워크는 추가 스포츠 토크 및 다큐멘터리 프로그램의 데뷔를 통해 인사이드 더 NFL의 개념을 발전시켰다: 메이저 리그 베이스볼 중심의 레이스 포 더 페넌트(1978–1992), HBO 스포츠 매거진(1981–1982), 밥 코스타스와 함께하는 온 더 레코드(2001–2005) 및 그 개편 버전인 코스타스 나우(2005–2009), 그리고 조 벅 라이브(2009).
유사한 기반 위에 세워진 또 다른 프로그램인 브라이언트 검벨의 리얼 스포츠는 결국 네트워크의 대표 스포츠 뉴스 매거진이 되었으며, 1995년 4월 2일에 처음 방영되어 2023년 12월 19일에 종료될 때까지 29시즌 동안 방영되었다. 베테랑 텔레비전 언론인이자 스포츠 캐스터인 브라이언트 검벨이 진행하는 한 시간짜리 월간 시리즈(1999년까지는 분기별로 방영됨)는 획기적인 저널리즘으로 꾸준히 긍정적인 평가를 받았으며, 일반적으로 스포츠 세계와 관련된 사회 및 스포츠 문제, 심층 보도, 유명 운동선수 및 기타 스포츠 인물과의 인터뷰에 초점을 맞춘 4개의 기사를 특징으로 한다. 2020년 기준, 리얼 스포츠는 방영 기간 동안 33개의 스포츠 에미상(Outstanding Sports Journalism 부문에서 19개 포함)과 2개의 피바디상(2012년 및 2016년) 및 3개의 알프레드 I. 뒤퐁-컬럼비아 대학교 상을 수상했다. 특히, 이 쇼의 2004년 스포츠 에미상 "Outstanding Sports Journalism" 수상과 2006년 뒤퐁–컬럼비아 대학교 상 "Outstanding Broadcast Journalism" 수상은 인권 운동가 안사르 버니가 이끄는 30분짜리 숨겨진 카메라 심층 보도에 대한 것이었다. 이 보도는 아랍에미리트의 비밀 사막 캠프에서 5세 미만 소년들이 낙타 경주 훈련을 받는 노예 및 고문 문제를 다루었다. 이 세그먼트는 파키스탄과 방글라데시에서 수백 명의 어린 소년들이 구매되거나 납치되어 UAE에서 낙타 조수로 강제되는 숨겨진 아동 노예 조직을 폭로했으며, 15세 미만 어린이의 낙타 경주 참여 금지 국가 규정을 준수하도록 미국이 UAE에 가한 외교적 압력의 진정성을 의문시했다. 이 다큐멘터리는 중동의 아동 낙타 조수들의 고난에 대한 전 세계적인 관심을 불러일으켰고, 안사르 버니 트러스트가 카타르와 UAE 정부가 스포츠에서 어린이 사용을 중단하도록 설득하는 데 도움이 되었다.
2001년, HBO와 NFL 필름스는 다큐멘터리 시리즈인 하드 낙스를 공동 제작하기 시작했다. 이 시리즈는 매 시즌 내셔널 풋볼 리그 팀의 훈련 캠프 및 다가올 시즌을 위한 준비 과정을 다룬다.

## 브랜딩
원래 HBO 로고는 1972년 11월 8일 채널 출시부터 1975년 4월 30일까지 사용되었으며, 가판대 조명 배열이 혼합 대소문자로 렌더링된 왼쪽 정렬 "Home Box Office" 이름표를 둘러싸고, 티켓 스텁 이미지(전자와 후자는 채널의 초기 영화 및 이벤트 프로그램 초점을 의미)가 함께 구성되었다.
현재 HBO 워드마크의 첫 번째 반복은 당시 타임-라이프의 아트 디렉터 베티 E. 브루거가 디자인했으며, 1975년 3월 1일에 도입되었다. 이 로고는 굵은 대문자 "HBO" 텍스트에 원통형 "O" 안에 과녁 표시(당시 텔레비전 세트 및 케이블 컨버터 박스 모델에서 발견되는 튜닝 노브에서 유래)를 통합한 형태였다. 1975년 디자인에서 "O"가 "B"의 이중 곡선을 가려 "HEO"처럼 보이는 의도치 않은 소비자 인상 때문에 마케팅 회사 베미스 발카인드가 이를 현재의 더 정돈된 형태로 수정했다. 1980년 4월에 도입된 이 로고는 "O"를 "B"의 완전한 이중 곡선에 부착되도록 "8분의 1인치" 오른쪽으로 이동시켰고, 글자와 과녁 표시의 간격을 약간 넓혔다. (1975년과 1980년 버전은 1981년 6월 전자가 완전히 중단될 때까지 방송 식별 및 특정 네트워크 프로모션에서 동시에 사용되었다.) 로고의 단순성은 복제하기 상당히 쉽다는 장점이 있었고, HBO는 이를 이미지에서 수년간 활용했다. ITC 아방가르드(1978년부터 일부 방송 및 인쇄 마케팅에서 사용되었던 유사한 카벨과 같은 서체)를 개작한 독점 서체는 'D'와 'O' 대문자에 과녁 모양의 글리프를 특징으로 하며, 2008년 HBO 스포츠(단위의 복싱 제작물 및 2012년부터 브라이언트 검벨의 리얼 스포츠 포함), 선형 HBO 고화질 및 VOD 서비스에 대한 로고타입으로 내부적으로 개발되었으며, 나중에 HBO 고의 로고타입으로도 사용되었다.
이 로고는 1981년 말 뉴욕시 기반 제작사인 리버티 스튜디오스가 제작하고 1982년 9월 20일부터 1997년 10월 31일까지 일부 사용된 "HBO 인 스페이스"라는 별명을 가진 프로그램 오프닝 시퀀스를 통해 널리 알려졌다. (이는 1979년 4월부터 사용된 6가지 필름 기반 애니메이션 "HBO 특집 영화" 인트로를 대체했으며, 캐나다 유료 서비스인 퍼스트 초이스 슈퍼채널이 나중에 1984~87년 영화 인트로에 재사용했다.) 원래 70초짜리 버전은 아파트 내부에서 시작하며, 한 남자가 텔레비전 세트의 컨버터 박스를 조절하고 아내와 함께 HBO를 시청하기 위해 앉는다. (1983년 11월에는 어두운 구름 풍경이 도시 시퀀스로 페이드인되는 변형이 초기 버전을 대체했다.) 카메라가 아파트 창문 밖으로 이동하면, 주문 제작된 도시 경관과 전원 풍경 모델 위로 그림 같은 황혼의 사이클로라마를 배경으로 연속적인 스톱 모션 비행(컴퓨터 제어 카메라로 촬영)이 일어난다. 비행이 끝날 때 카메라가 하늘을 향해 팬하면, 폭발하는 "스타게이트" 효과(두 개의 다이컷 필름 슬라이드를 사용하여 제작)가 발생하여 크롬 도금된 황동 HBO 로고가 별빛틀:의 벌판을 가로질러 날아간다. HBO "우주정거장"이 "O"를 향해 회전함에 따라, 무지개색 광선(광섬유 조명 장치를 사용하여 생성)이 그 글자의 상단 주위를 에워싸고(내벽과 과녁 표시 부분의 중심 축을 반짝이며 드러냄), "O"의 내벽 안에서 시계 반대 방향으로 줄무늬를 형성하며 사라진다. 그리고 세 줄로 밑줄이 쳐진 블록체 텍스트로 프로그램 제시 유형을 표시하는 슬라이드가 나타난다(주로 극장 영화용 "HBO 특선 영화" 카드였지만, 스탠딩 룸 온리, "HBO 프리미어 프리젠테이션", "HBO 스페셜", 온 로케이션, "HBO 패밀리 쇼케이스" 등 동반되는 테마 음악의 사용자 정의 종료 서명에 맞춰 다양한 제목 카드가 오리지널 프로그램 및 주말 프라임 타임 영화에 사용되었다). 그런 다음 더 많은 빛 줄기가 텍스트를 가로질러 스쳐 지나가고 빛나며 반짝이는 페이드 아웃 효과를 만든다. (축약 버전은 1986년 10월 31일까지 대부분의 비프라임 타임 프로그램에서, 그 이후에는 프리미어 및 대부분의 주말 프레젠테이션 외에 초기 프라임 타임 영화 방송에서 사용되었으며, 스타버스트와 HBO "우주정거장"의 비행에서 시작되었다.)
이 시퀀스의 대부분의 변형(특선 영화, "토요일 밤 영화" 및 "일요일 밤 영화" 버전 제외)은 1986년 11월 1일에 중단되었다. (1993년 9월, 후자의 두 버전은 중단되었고 "특선 영화" 변형은 초기 프라임 타임에 방영되는 모든 영화로 확장되었으며, 전체 버전은 1993년에 토요일 시사회 및 화요일 재방송을 위해 재도입되었다.) 또한 1996년부터 방영 빈도가 감소했는데, 이는 나중에 HBO 영화 인트로가 더 중요해졌기 때문이다. 이 인트로의 변형들은 유튜브에서 볼 수 있으며, HBO 공식 유튜브 채널에 업로드된 한 버전에는 언급된 부부와 함께 두 명의 아이들이 앉아 있는 이전에 방영되지 않은 버전도 포함되어 있다. 이 시퀀스는 연례 HBO 브라이언트 공원 여름 영화제(1992년부터 HBO의 이전 뉴욕시 본사 근처에서 개최)에서 영화 소개로도 사용되며, 2019년 HBO 스탠드업 코미디 스페셜 댄 소더: Son of a Gary의 인트로에도 거의 사용되지 않는 "월드 프리미어 프리젠테이션" 변형이 등장했다. 이 시퀀스의 오케스트라 팡파르의 12음 음향 특징은 원래 제이 광고의 페르디난드 제이 스미스 3세가 스코어 프로덕션을 위해 작곡했으며, 안토닌 드보르자크의 교향곡 9번의 스케르초 악장 테마를 각색했다. 이 특징은 결국 1997년 11월 네트워크의 사운드 상표가 되었고, 그 이후로 HBO의 프로그램 범퍼와 네트워크 ID 내에서 다양한 편곡(호른, 기타 및 피아노, 때로는 9음 축약 변형으로도 편곡됨)으로 스타일링되었다. (이 테마의 확장된 팝 록 버전은 "판타지"라는 다른 제목으로 1985년 스미스의 앨범 "텔레비전을 위해 만들어진 음악"에서 연주곡 및 가사 곡으로 출시되었다.)
또 다른 잘 알려진 HBO 프로그램 오프너는 퍼시픽 데이터 이미지스가 네트워크와 공동으로 디자인했으며, 흔히 "네온 라이트"라고 불리며 1986년 11월 1일부터 1997년 10월 31일까지 비프라임 타임 영화 프리젠테이션에 사용되었다. 신시사이저와 일렉트릭 기타 테마에 맞춰진 이 시퀀스는 영화 필름에 있는 자주색 HBO 로고의 회전 촬영으로 시작하며, 파란색, 녹색, 분홍색 광선이 로고와 4개의 방사형 CGI 슬롯을 통과한다. 그런 다음 한 광선이 다양한 색상의 구체가 있는 들판에 도달하고, 이 구체들은 바깥쪽으로 확대되어 연보라색 HBO 로고를 드러낸다. 이 로고는 검은색과 보라색 구체 점박이 배경 위에 필기체 마젠타 "Movie" 스크립트가 오버레이된다.
1997년부터 1999년까지 "지금 방영 중" 시대(It's on Now)로 알려진 HBO는 자신들의 정체성을 파악하기 위해 여러 단계를 거쳤다. 이 시대에는 HBO 로고가 사람을 쫓아가는 모습, 손에 뭉개지는 HBO 로고, 남자가 호수 위를 가로지르는 HBO 로고 다리를 타고 달리는 모습, 탈출하는 모습, 거리에 새겨진 HBO 로고, 리무진에 탄 유명인으로서의 HBO 로고 등 여러 로고가 브랜딩을 구성했다. 이들은 특선 영화 인트로도 구성했으며, 1997년 12월부터 1998년 9월경까지는 "지금"이라는 인트로 서곡이 이어졌다. 이러한 범퍼와 네트워크의 브랜딩은 텔레자인이 디자인했다. 1999년 9월, 새로운 리브랜딩이 기존의 다양한 범퍼를 제외한 모든 것을 대체했다.
1982년 시퀀스를 연상시키는 CGI 특선 영화 범퍼(피타드 설리반 디자인)는 1999년 11월 6일부터 2011년 4월 1일까지 사용되었다. 이 범퍼는 영화관 외관(간판에 HBO 로고와 "특선 영화" 문구 표시)에서 시작하여 시골길, 눈 덮인 산비탈, 사막을 가로지르는 여정을 보여준다. 이 여정은 각각 송전탑과 고가 터널 아래, 그리고 HBO 레터마크의 각 글자 모양을 한 탱크트럭 실린더를 통과한다. 그 다음 메트로폴리스의 한 동네가 이어지며, 두 고층 빌딩 사이의 다리 위를 날아오르고, 스포트라이트에 의해 윤곽이 잡힌 HBO 레터마크 모양의 호수 위를 느린 속도로 패닝하는 장면으로 절정에 이른다. 이 장면 후에는 "특선 영화" 텍스트의 3D 애니메이션이 형성된다. (주말 프라임 타임 외에 방영되는 영화 앞에 나오는 축약 버전은 고층 빌딩 도약 이후의 장면을 발췌한다.) 이 데뷔의 첫 방송은 《라이언 일병 구하기》의 독점 첫 방송과 일치했으며, 영화 팬들에게는 중요한 시청 이벤트였다. 이 인트로는 당시 사용되던 HBO 새터데이 나이트 개런티 브랜딩을 활용하여 방송 전 대대적인 방송 시퀀스 구축을 거쳤다. 여기에는 영화 클립, "다음" (프로그래밍), 해당 방송을 위해 다른 음악으로 맞춤 제작된 HBO 새터데이 나이트 개런티 로고, HBO의 다가올 영화 클립, 그리고 짧은 청각/시각적 인트로가 포함되었으며, 그 다음에는 이 영화에서 처음 사용된 HBO 시티 특선 영화 인트로와 MPAA 등급 범퍼가 이어졌다. 그러나 이전 범퍼는 비프리미어 방송에서 계속 사용되었고, 2000년 1월에 (도시에서 시작하는 짧은 버전의) 특선 영화가 네트워크에서 표준화되면서 1997년 범퍼를 완전히 대체했다.

2017년 3월 4일부터 사용된 "HBO 시티" 특선 영화 시퀀스의 끝 카드. 로고 아래의 바이 라인은 채널 및 시간대에 따라 다르다: "영화 프리미어" (메인 채널의 토요일 영화 프리미어용), "영화 프리젠테이션" (HBO 패밀리를 제외한 대부분의 HBO 채널에서 일반 영화 범퍼로 사용), 그리고 "프레센타시온 데 펠리쿨라" (HBO 라티노에서 방영되는 영화용).

1982년 오프닝에 경의를 표하는 또 다른 시퀀스(이매지너리 포시스가 디자인하고, 맨 메이드 뮤직이 편곡한 스미스 파생 테마가 동반됨)는 2017년 3월 4일에 첫 선을 보였다. (이전에는 2014년 4월에 도입된 HBO 프로그램 라이브러리의 극장 영화 스크린샷이 연속적으로 나타나는 짧고 미니멀한 인트로를 대체했다. 이 인트로는 2011년 4월 2일부터 2017년 3월 3일 사이에 사용된 두 가지 짧은 시퀀스 중 하나로, 네트워크의 그래픽 이미징을 기반으로 모델링되었으며, 그 이전에는 2011-14년 뷰포인트 계약자 제시 바르타니안이 디자인한 4:1 오로라 풍경 중심의 시퀀스가 사용되었다.) HBO 글자 모양 내의 메트로폴리스를 배경으로 하는 실사/CGI 시퀀스는 사람들이(각각 결혼한 부부, 침실에서 태블릿으로 시청하는 십대 형제자매, 네 명의 자녀를 둔 가족, 그리고 성인 친구들 그룹) 집에 모여 HBO 영화를 시청하는 모습을 담고 있다. 이 시퀀스의 두 번째와 세 번째 거실 장면에는 1982년 인트로의 HBO "우주정거장" 장면이 잠시 비춰진다. (전체 49초 버전은 토요일 영화 시사회에만 사용되며, 8초 버전은 2018년 9월부터 대부분의 영화 프리젠테이션에 사용되었다. HBO 맥스는 2020년 5월 출시 이후 메인 HBO 콘텐츠 포털에서 영화를 시작하는 데 4초 버전을 사용했다.)
HBO는 다른 유료 텔레비전 네트워크(자매 채널 시네맥스의 멀티플렉스 채널 포함)와 달리 메인 피드 및 멀티플렉스 채널에 인-프로그램 온스크린 로고 버그를 표시하지 않는다. 그러나 2014년 4월 각 "더 워크스" 시대 로고가 중단될 때까지, 여섯 개의 테마 HBO 멀티플렉스 채널에서는 프로그램 사이의 홍보 휴식 시간 동안 채널별 온스크린 버그가 이전에 표시되었다.

### 네트워크 슬로건
출처:
| - 1972–1975: "여기는 HBO, 홈 박스 오피스입니다. 타임-라이프의 프리미엄 구독 텔레비전." - 1975–1976: "다르고 처음" - 1976–1978: "위대한 엔터테인먼트 대안" - 1978–1979: "HBO는 뭔가 다르다"/"집에서 최고의 자리" - 1979–1981: "HBO 사람들은 놓치지 않는다" - 1981–1983: "위대한 영화는 시작일 뿐." - 1981–1985: "미국 최고의 유료 TV 네트워크" - 1983–1985: "HBO 같은 곳은 없다" - 1985년 5월–11월: "마법을 빛나게 하라"(샤카 칸의 "This Is My Night"를 기반으로 한 이미지 테마) - 1985–1988: "HBO처럼 집으로 가져오는 곳은 없다" - 1988–1991: "TV에서 최고의 시간"(일반 슬로건); "최고의 영화"(영화 홍보 슬로건) - 1988–1993: "여기서는 진지한 코미디를 이야기한다"(코미디 스페셜 홍보 슬로건) | - 1989–1991: "단연 최고"(티나 터너의 "The Best"가 이미지 테마로 사용됨) - 1991–1993: "여기서만 일어날 수 있다" - 1993–1995: "기다려봐" - 1994–1996: "코미디: HBO 스타일"(코미디 스페셜 홍보 슬로건) - 1995–1996: "특별한 것이 방영 중" - 1996–2009: "TV가 아니다. HBO다." - 2006–2009: "더 얻다"(HBO 웹사이트 슬로건) - 2009–2011: "상상 이상이다. HBO다." - 2010–2011: "이것이 HBO다."(ID에만 사용) - 2011–2014: "HBO다." - 2014–2017: "너무나 독창적" - 2017–2020: "우리를 이어주는 것" - 2020–현재: "더 많은 것을 발견하다" |

## 국제 배급
1991년부터 홈 박스 오피스사는 라틴 아메리카, 유럽, 아시아에 3개의 주요 자회사를 설립하고, 미국 외 지역에서 HBO 프로그램을 다른 방송 네트워크, 케이블 채널 및 주문형 비디오 서비스에 신디케이트하기 위한 여러 배급 파트너십을 형성하여 HBO 서비스의 국제 시장 확장을 감독했다.
HBO 라틴 아메리카는 1991년 워너 브라더스와 옴니비전(올레) 간의 파트너십으로 시작되었으며, 나중에 소니그룹과 월트 디즈니 컴퍼니가 합류했다. 브라질 채널은 1994년에 시작되었다. 이 채널은 카리브 제도를 포함한 이스파노아메리카에서 시청할 수 있다. 월트 디즈니 컴퍼니와 소니그룹은 2010년에, 올레 커뮤니케이션즈는 2020년에 지분에서 철수했다. HBO 맥스 OTT 서비스가 제공된다.
HBO 유럽은 1991년 부다페스트에서 소니그룹과의 파트너십으로 시작되었으며, 1996년에는 월트 디즈니 컴퍼니가 합류했다. 헝가리에서 출시된 이후 1994년 체코, 1996년 폴란드, 1997년 슬로바키아, 1998년 루마니아, 1999년 몰도바, 2001년 불가리아, 2006년 세르비아, 몬테네그로, 보스니아 헤르체고비나, 2009년 북마케도니아 등 여러 중앙유럽 및 발칸반도 국가로 확장되었다. 또한 2012년부터 2016년까지 네덜란드 케이블 사업자 지고와의 파트너십을 통해 네덜란드에서도 시청할 수 있었다. 2010년, HBO는 소니그룹과 월트 디즈니 컴퍼니의 지분을 인수했다. HBO 프로그램은 HBO 맥스 OTT 서비스를 통해서도 시청할 수 있다. 또한 덴마크, 핀란드, 노르웨이, 스웨덴, 스페인, 포르투갈, 네덜란드에서는 HBO 맥스를 통해서만 독점적으로 제공된다.
HBO 아시아는 1992년 싱가포르에서 싱텔과의 파트너십으로 시작되었으며, 나중에 소니그룹과 UIP(유니버설 및 파라마운트)가 합류했다. 이후 1993년 태국과 필리핀, 1994년 타이완과 인도네시아, 1995년 홍콩과 말레이시아, 2005년 베트남으로 확대되었다. 또한 1997년부터 2020년까지 브루나이, 캄보디아, 대한민국, 마카오, 미얀마, 몽골, 네팔, 팔라우, 파푸아뉴기니, 스리랑카 등 다른 동남아시아 국가에서도 시청할 수 있었다.
HBO 남아시아는 2000년부터 HBO 아시아의 자회사로 방글라데시, 인도, 파키스탄, 몰디브에서 방송되었으며, 2020년에 폐쇄되었다. 싱텔은 2008년 소니그룹과 유니버설 픽처스에 이어 합작 투자에서 철수했다. 동남아시아와 남아시아의 주문형 비디오 프로그램은 2022년 4월 기준 여전히 기존 HBO 고 플랫폼에 있으며, 맥스는 2024년 말 출시되었다.
HBO 프로그램은 또한 제3자와의 계약을 통해 배급되며, 현지 사업자의 프리미엄 TV 채널에서도 시청할 수 있다. 호주의 폭스 쇼케이스, 벨기에의 비 원, HBO 캐나다(벨 미디어와의 계약에 따라 브랜드 및 프로그램 라이선스 취득), 프랑스의 프라임 비디오, 영국과 아일랜드의 스카이 애틀랜틱, 이탈리아, 독일, 오스트리아, 스위스, 뉴질랜드의 HBO, 사하라 이남 아프리카의 M-Net 빙지, 중동 및 북아프리카의 OSN 퍼스트 시리즈 및 인도의 지오시네마에서 시청할 수 있다. TV 채널 외에도 프로그램은 운영사의 OTT 플랫폼에서도 시청할 수 있다. 일본에서는 U-NEXT 주문형 비디오 서비스에서 독점적으로 제공된다.

### 기타
2004년부터 2002년 네트워크 리브랜딩은 HBO 패밀리를 제외한 다른 모든 채널에도 동시에 표준화되었다. 그러나 외부 채널에서는 음성 해설이 생략되었다. 이는 당시 CBS와 WPIX의 상업 광고를 포함한 TV의 오랜 베테랑 성우인 마이클 캐롤이 맡았던 MPAA 범퍼와 "다음"/"오늘 밤" 범퍼의 음성 해설이 생략되었음을 의미했다.

### "텔레비전이 아니다. HBO다."
"텔레비전이 아니다. HBO다."는 1996년에 슬로건으로 도입되었지만, 실제로 사용된 것은 1997년이었고, 그마저도 드물게 사용되었다. "지금 방영 중" 시대(1997년 12월 ~ 1999년 9월) 브랜드는 B급 스타들의 난동과 브랜딩으로 비판받던 시대였지만(당시 블록버스터 독점 프리미어와 오리지널 시리즈에서 HBO를 꾸준히 능가했던 시네맥스와 비교하면), 이 슬로건은 점점 더 많이 사용되었다. 그러나 1999년 9월 리브랜딩과 HBO가 꾸준한 오리지널 프로그램 제작에 돌입하면서 이 문구는 네트워크의 홍보 및 프로모션 중단 시간에 흔하게 사용되었다. "텔레비전이 아니다. HBO다."를 시작한 쇼는 섹스 앤 더 시티였다. 이 슬로건은 1999년 11월 6일 오후 8시 라이언 일병 구하기 독점 프리미어의 방송 준비 과정에서, HBO 시티 특집 프리젠테이션(1999년 ~ 2011년)의 데뷔 직전에 표시되었다. 방송 준비는 영화의 감정적인 장면을 보여주는 미리보기, 다가올 제목과 프로그램을 선보이는 다소 강렬한 HBO 홍보 캠페인, 그리고 영화의 더 많은 장면과 소품을 보여주는 공익광고 유형의 전주곡, 그리고 슬로건으로 구성되었고, 그 다음 이 영화에 처음 사용된 HBO 시티 FP 인트로의 데뷔와 이후 MPAA 등급 범퍼가 이어졌다.